# Bathurst (Australia)
Bathurst es una ciudad ubicada en las Mesetas Centrales del estado australiano de Nueva Gales del Sur. Se encuentra aproximadamente a unos 200 km al oeste de Sídney y es la sede de gobierno del Consejo Regional de Bathurst. Bathurst es el asentamiento más antiguo del interior de Australia y según el censo de 2011 contaba con una población aproximada de 33.110 habitantes. Los residentes de Bathurst son conocidos como Bahturstianos.
Bathurst es a menudo conocida como la Tierra del Oro, ya que fue el lugar del primer descubriemiento de oro y en donde se dio la primera fiebre del oro en Australia Hoy en día la Leyenda de Peter Brock, la educación, el turismo y la industria manufacturera impulsan la economía. La internacionalmente conocida pista de carreras Mount Panorama es un hito de la ciudad. Bathurst tiene un centro histórico en donde aún se mantienen muchos edificios de la fiebre del oro de mediados y fines de los años 1800.
La edad promedio de la ciudad es de 34 años; lo cual es algo joven para un centro regional (el promedio estatal es de 36,4), cifra que está relacionada al gran sector educativo en la comunidad. El crecimiento poblacional alcanzó un 1,6% anual en el periodo de cinco años hasta 2010, haciendo de Bathurst la séptima ciudad regional de mayor crecimiento en NSW.  Este crecimiento en los últimos años ha resultado en un mayor desarrollo urbano que incluye nuevos establecimientos comerciales, centros deportivos, edificios de departamentos y nuevas zonas industriales.

## Geografía
Bathurst se encuentra ubicada en el extremo occidental de la Gran Cordillera Divisoria en la llanura del río Macquarie; también conocida como las llanuras de Bathurst.  La ciudad se encuentra sobre el río Macquarie, el cual es parte de la cuenca de los ríos Murray y Darling, el sistema de ríos más grande de Australia. La ciudad está protegida por un dique que protege a la ciudad de las ocasionales inundaciones. Mount Panorama se encuentra a unos tres kilómetros del centro de la ciudad y está dentro de los límites de la municipalidad; tiene una altura de 877 metros sobre el nivel del mar y se eleva 215 m por encima del centro de Bathurst.
Bathurst está ubicada sobre la Gran Carretera Occidental, la cual comienza en el centro de Sídney y culmina en Bathurst. Dentro de la ciudad comienzan dos de las principales carreteras del estado: la Carretera Mitchell hasta Bourke y la Carretera Mid-Western hasta Hay. Bathurst se encuentra aproximadamente a medio camino entre del camino regional entre Canberra y Goulburn a Mudgee y la región de Hunter. Bathurst también se encuentra sobre la Main Western Railway, la línea férrea que comienza en la Estación Central de Sídney y se extiende 242 km hasta Bathurst.
El río Macquarie divide a Bathurst y deja al centro sobre la orilla oeste. Dentro de la ciudad, cuatro puente vehiculares y dos puentes ferroviarios conectan ambas costas. Los puentes son: Rail Bridge (construido en 1876) cerrado en 2011 (reemplazado por un nuevo puente ferroviario de una sola línea y abierto ese mismo año); el puente vehicular Evans de cuatro vías que fue inaugurado en 1995; el puente Denison de 1870 (actualmente solo para peatones); el Gordon Edgell Bridge, un puente de bajo nivel ubicado en George Street; y Rankens Bridge en Eglinton.

## Geología
Dos componentes físicos forman la región de Bathurst; la cuenca de Bathurst y las mesetas. Son drenadas por los ríos Macquarie, Turon, Fish y Campbells en el norte y por los ríos Abercrombie e Isabella en el sur. La cuenca centra del área de Bathurst tiene suelos compuestos principalmente de granito, mientras que el área en el norte es de arenisca, conglomerados, grauvaca, limolita, caliza y existen pequeños volcanes. El sur tiene una geología más compleja con limolita, arenisca, grauvaca, pizarra e incrustaciones de sílex, basalto, piedra caliza y volcánica.
La topografía de la región va desde levemente ondulada hasta terreno muy escarpado y empinado, aproximadamente 30 km al este de Bathurst se encuentran las formaciones sedimentarias y metamórifcas de la Gran Cordillera Divisoria que va más o menos de norte a sur.

### Clima
Bathurst se encuentra en la zona de clima templado de Australia, la cual se caracteriza por tener veranos cálidos e inviernos templados a fríos. Las tormentas eléctricas son comunes en el verano, resultado de las llanuras en el oeste, seguidas de la naturaleza montañosa de los alrededores de Bathurst y que ayudan a la formación de dichas tormentas. En el invierno cae un poco de nieve en los picos más altos alrededor de Bathurst, por lo general solo unos cuantos días al año. Las nevadas en el centro de la ciudad son muy raras, teniendo lugar cada cinco o diez años aproximadamente. El 12 de enero de 2013, Bathurst registró la temperatura más alta de su historia con 40,2 °C.
| Parámetros climáticos promedio de Bathurst (1909-2012) | Parámetros climáticos promedio de Bathurst (1909-2012) | Parámetros climáticos promedio de Bathurst (1909-2012) | Parámetros climáticos promedio de Bathurst (1909-2012) | Parámetros climáticos promedio de Bathurst (1909-2012) | Parámetros climáticos promedio de Bathurst (1909-2012) | Parámetros climáticos promedio de Bathurst (1909-2012) | Parámetros climáticos promedio de Bathurst (1909-2012) | Parámetros climáticos promedio de Bathurst (1909-2012) | Parámetros climáticos promedio de Bathurst (1909-2012) | Parámetros climáticos promedio de Bathurst (1909-2012) | Parámetros climáticos promedio de Bathurst (1909-2012) | Parámetros climáticos promedio de Bathurst (1909-2012) | Parámetros climáticos promedio de Bathurst (1909-2012) |
| Mes                                                    | Ene.                                                   | Feb.                                                   | Mar.                                                   | Abr.                                                   | May.                                                   | Jun.                                                   | Jul.                                                   | Ago.                                                   | Sep.                                                   | Oct.                                                   | Nov.                                                   | Dic.                                                   | Anual                                                  |
| ------------------------------------------------------ | ------------------------------------------------------ | ------------------------------------------------------ | ------------------------------------------------------ | ------------------------------------------------------ | ------------------------------------------------------ | ------------------------------------------------------ | ------------------------------------------------------ | ------------------------------------------------------ | ------------------------------------------------------ | ------------------------------------------------------ | ------------------------------------------------------ | ------------------------------------------------------ | ------------------------------------------------------ |
| Temp. máx. abs. (°C)                                   | 40.2                                                   | 40.1                                                   | 35.3                                                   | 32.0                                                   | 24.2                                                   | 20.5                                                   | 20.5                                                   | 23.5                                                   | 29.0                                                   | 34.1                                                   | 39.7                                                   | 37.5                                                   | 40.2                                                   |
| Temp. máx. media (°C)                                  | 27.9                                                   | 27.2                                                   | 24.5                                                   | 20.1                                                   | 15.7                                                   | 12.2                                                   | 11.3                                                   | 12.9                                                   | 16.4                                                   | 19.9                                                   | 23.3                                                   | 26.3                                                   | 19.8                                                   |
| Temp. mín. media (°C)                                  | 13.3                                                   | 13.3                                                   | 10.8                                                   | 6.7                                                    | 3.4                                                    | 1.6                                                    | 0.6                                                    | 1.3                                                    | 3.4                                                    | 6.2                                                    | 8.9                                                    | 11.6                                                   | 6.8                                                    |
| Temp. mín. abs. (°C)                                   | 1.8                                                    | 2.8                                                    | -2.2                                                   | -5.0                                                   | -6.2                                                   | -8.2                                                   | -8.9                                                   | -7.5                                                   | -4.8                                                   | -2.7                                                   | -1.0                                                   | 0.0                                                    | -8.9                                                   |
| Lluvias (mm)                                           | 68.6                                                   | 58.9                                                   | 51.3                                                   | 41.6                                                   | 41.9                                                   | 43.6                                                   | 48.7                                                   | 49.4                                                   | 47.0                                                   | 59.9                                                   | 61.3                                                   | 66.2                                                   | 638.4                                                  |
| Días de lluvias (≥ 0.2mm)                              | 7.4                                                    | 7.1                                                    | 6.2                                                    | 6.2                                                    | 8.3                                                    | 10.0                                                   | 11.1                                                   | 10.9                                                   | 9.4                                                    | 9.3                                                    | 8.5                                                    | 8.0                                                    | 102.4                                                  |
| Fuente: Bureau of Meteorology                          |                                                        |                                                        |                                                        |                                                        |                                                        |                                                        |                                                        |                                                        |                                                        |                                                        |                                                        |                                                        |                                                        |

### Distrito central (CBD) y suburbios

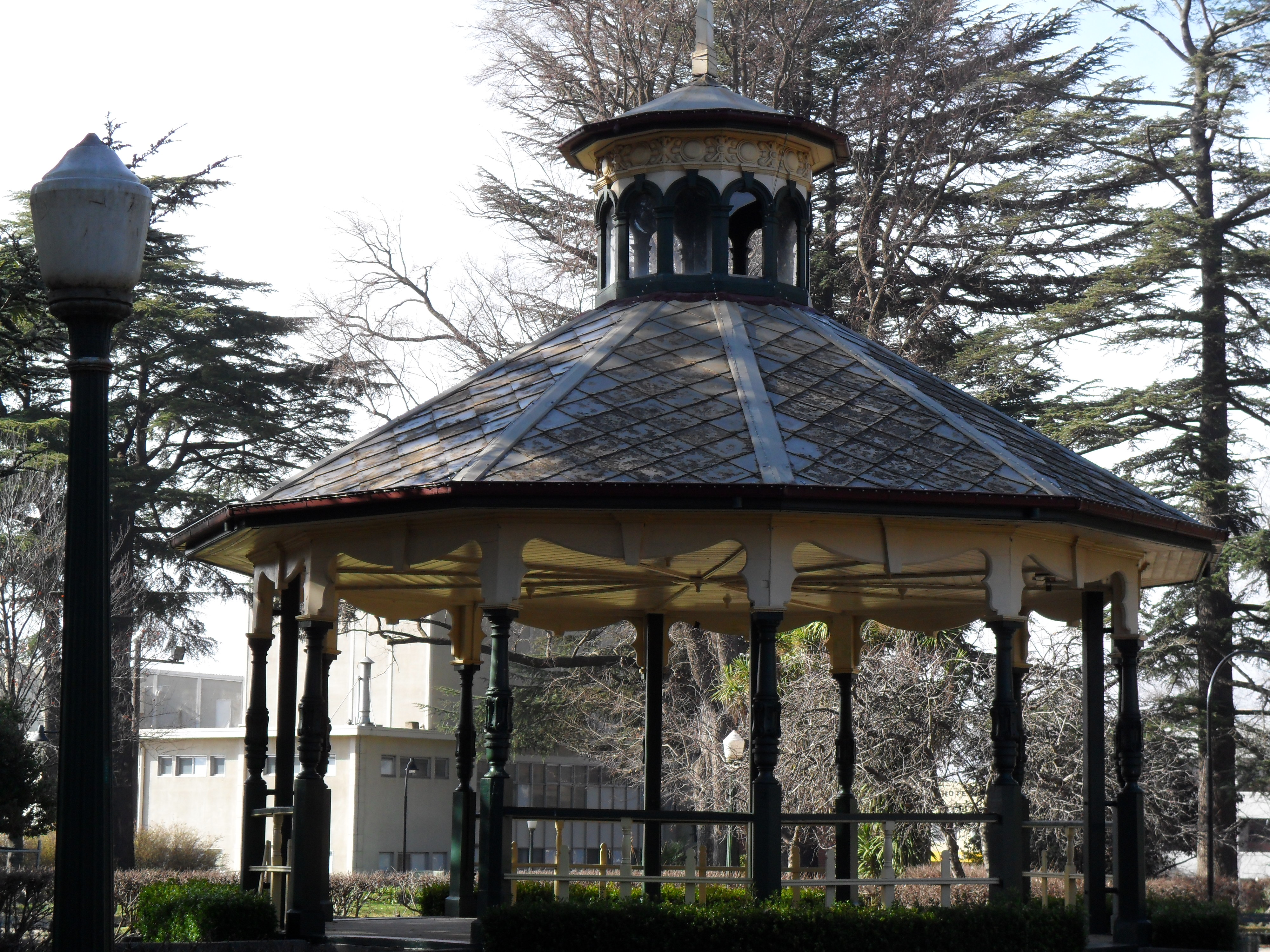
Rotunda at Machattie Park, Bathurst NSW

El centro de Bathurst (CBD) está ubicado en las calles William, George, Howick, Russell y Durham. Cubre aproximadamente 25 ha y rodea a dos cuadras de la ciudad. Dentro de esta zona se encuentran bancos, servicios gubernamentales, centros comerciales, tiendas, un parque (imagen) y varios monumentos. Bathurst ha mantenido una mezcla de tiendas en la calle principal junto con centros comerciales cerrados en su CBD, a diferencia de otros pueblos en los que el CBD ha sido dividido entre la calle principal y nuevos centros comerciales ubicados en los suburbios. Dentro del CBD se encuentra Kings Parade; este parque cuenta con varios memoriales de personas y eventos históricos. Es un lugar popular en donde los residentes se reúnen. La Calle Keppel es la segunda área comercial de Bathurst, a dos cuadras al sur del CBD. Esta área fue desarrollada una vez que el ferrocarril llegó en 1876. Los planeadores urbanos son responsables por la conservación de los edificios históricos dentro de Bathurst.
Los principales suburbios de Bathurst son: Kelso, Eglinton, West Bathurst, Llanarth, South Bathurst, Gormans Hill, Windradyne, Windradyne Heights y Abercrombie Estate. Uno de los suburbios más nuevos es Marsden Estate, en Kelso.

### Monumentos
El lugar de Bathurst en la historia de Australia está claramente evidenciado por el gran número de monumentos, edificios históricos y parques. Muchos de estos están incluidos en la sección "Arquitectura" de este artículo

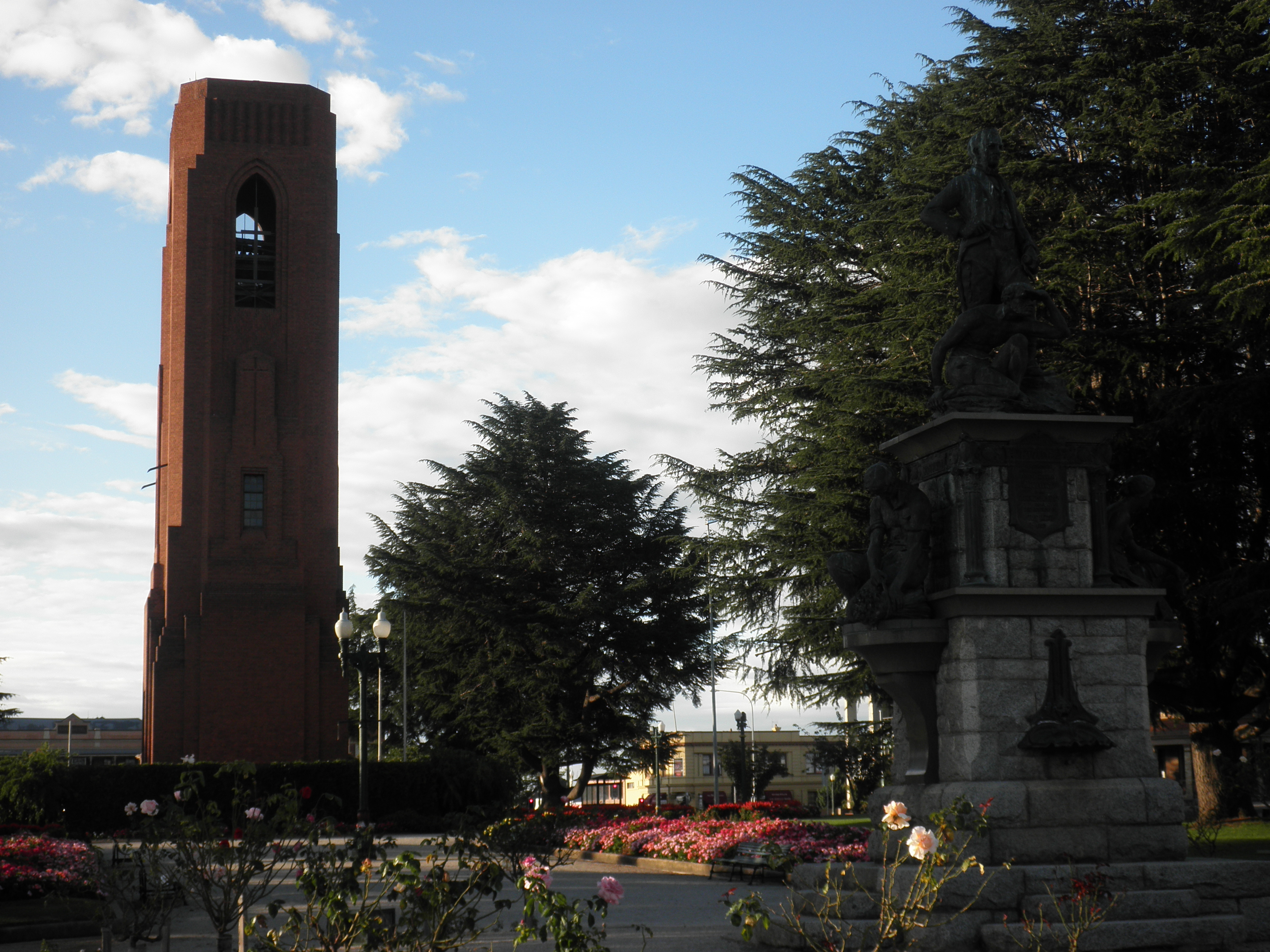
Kings Parade, Carillon Memorial y Evans Memorial

En el centro de la ciudad se encuentra una plaza conocida como Kings Parade. Originalmente un área de mercado entre 1849 y 1906, fue rediseñada como un lugar de recreación y como memorial para soldados. Kings Parade ahora contiene tres memoriales, un parque abierto y jardines.
El Memorial de Guerra Carillon es una torre de 30,5 metros ubicada en el centro de Kings Parade. Este parque está en el centro del CBD de Bathurst. El Carillon es un monumento en honor a los soldados que perdieron sus vidas en ambas guerras mundiales. El campanario contiene 35 campanas de bronce que suenan todos los días al mediodía, y una llama eterna a la altura de la plataforma de la estructura. El Carillon fue completado oficialmente el Día del Armisticio, el 11 de noviembre de 1933 a un costo de £8.880. El memorial Evans se encuentra al norte de Kings Parade. Fue completado en 1920 y conmemora el descubrimiento de las llanuras de Bathurst en 1813 por parte de George Evans, Agrimensor Asistente. El memorial de la Guerra de los Bóeres setá ubicado en el extremo sur de Kings Parade. Este memorial fue inaugurado en 1910 por Lord Kitchener.

## Historia
La región de Bathurst estaba poblada originalmente por el pueblo aborigen wiradjuri.

### Periodo colonial (1800s) a la era de la fiebre del oro (1960s)

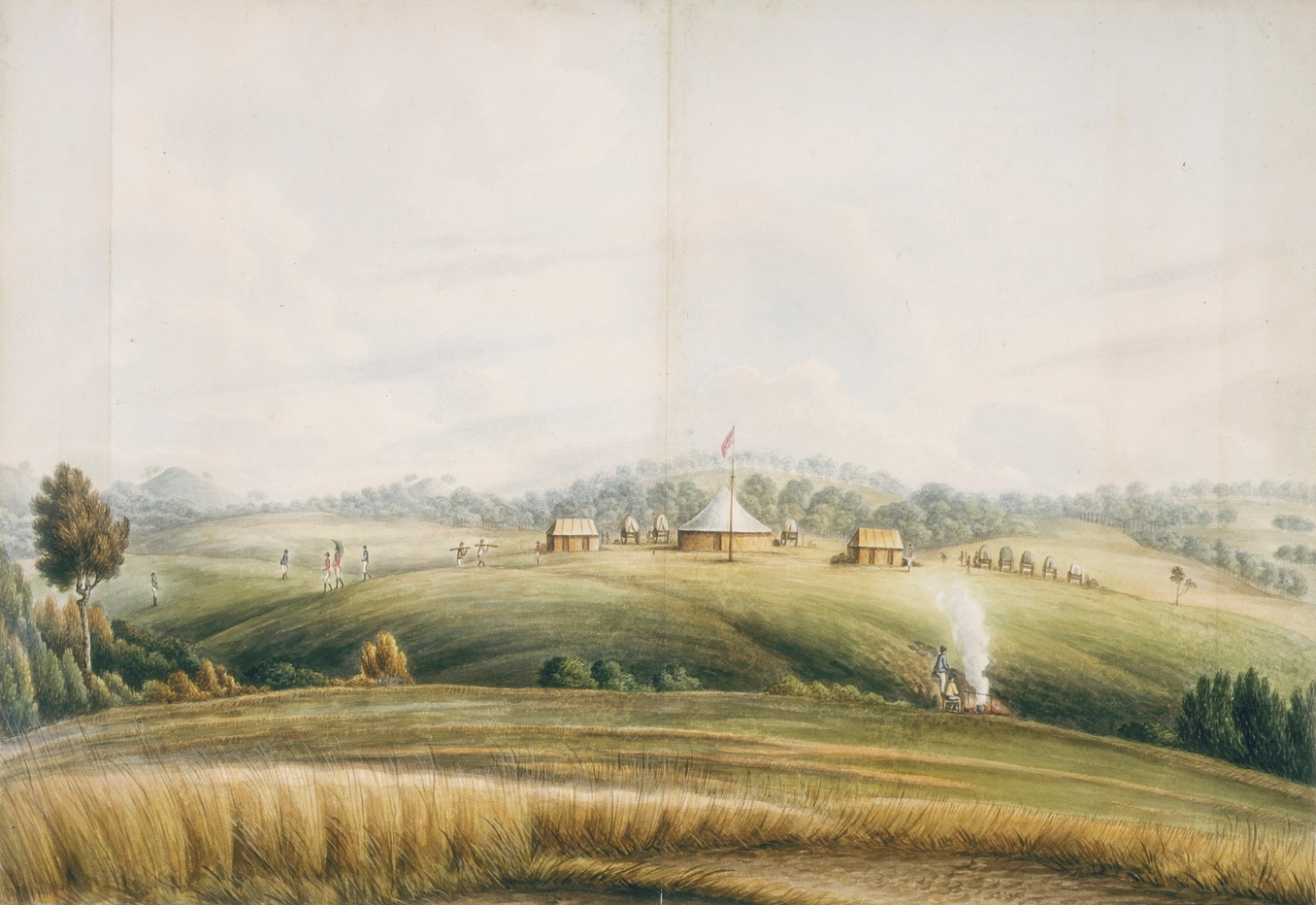
John Lewin, Las llanuras, Bathurst, dibujo con pintura al agua, c. 1815, Biblioteca Estatal de Nueva Gales del Sur.

El agrimensor del gobierno, George Evans, fue el primer europeo en avistar las planicies de Bathurst en 1813, luego de que las Montañas Azules fueran cruzadas exitosamente por primera vez ese mismo año. En 1814, el gobernador Lachlan Macquarie aprobó una oferta de William Cox para la construcción de un camino que cruce las Montañas Azules, desde Emu Plains, el final del camino existente al oeste de Sídney, hasta las llanuras de Bathurst. El primer camino que cruzó las montañas era de 3,7 metros de ancho y 163 kilómetros de largo, construido entre el 18 de julio de 1814 y el 14 de enero de 1815 utilizando 5 hombres libres, 30 trabajadores convictos y 8 soldados como guardias. El gobernador Macquarie midió el camino terminado en abril de 1815 al conducir su carroza a través de él desde Sídney hasta Bathurst. El gobernador elogió a Cox y dijo que el proyecto hubiese tomado tres años si se hubiese hecho con un contrato. Como recompensa, Cox recibió 2000 acres de tierras cerca de lo que hoy en día es Bathurst.
El 7 de mayo de 1815, el gobernador Macquarie izó la bandera al final del camino de Cox, ordenando disparos ceremoniales y proclamando el futuro pueblo de Bathurst en honor al Secretario de Estado para Guerra y las Colonias, Henry Bathurst.
Bathurst es la localidad más antigua del interior de Australia. Se pretendía que fuera el centro administrativo de las planicies del occidente de Nueva Gales del Sur, en donde se había planeado una colonización ordenada.
Los grupos Wiradjuri bajo el mando de líderes como Windradyne resistieron a los colonos hasta que las Guerras de Frontera de principios de los años 1820 terminaron con el conflicto.

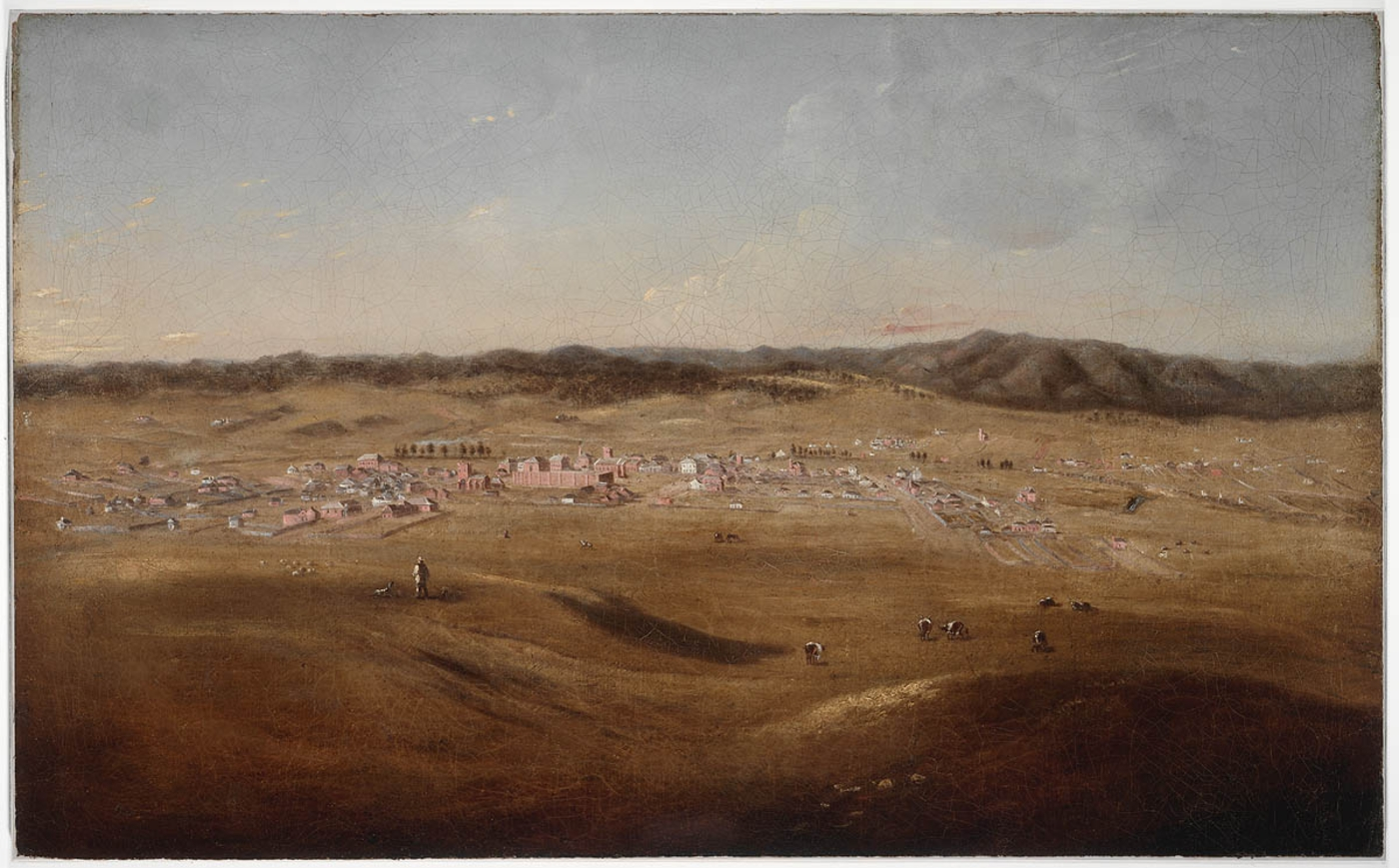
Bathurst, pintura de Joseph Backler c.1847-1857

El asentamiento inicial de Bathurst estaba en el lado oriental del río en 1816. Estaba lo que hoy en día es el suburbio de Kelso. Diez hombres recibieron 50 acres de tierra; cinco de ellos eran nacidos en la colonia y cinco eran inmigrantes. Estos hombres eran William Lee, Richard Mills, Thomas Kite, Thomas Swanbrooke, George Cheshire, John Abbott, John y James Blackman, John Neville y John Godden. En 1818, el gobernador Macquarie escribió en su diario:
Esta mañana inspeccioné a diez colonos. Acordé entregarles a cada uno 50 acres de tierras, un sirviente, una vaca, cuatro quintales (141 litros) de trigo, un allotment en el nuevo pueblo, y que reciban en el Almacén del Rey en Bathurst todo el trigo que puedan producir por los primeros 12 meses.

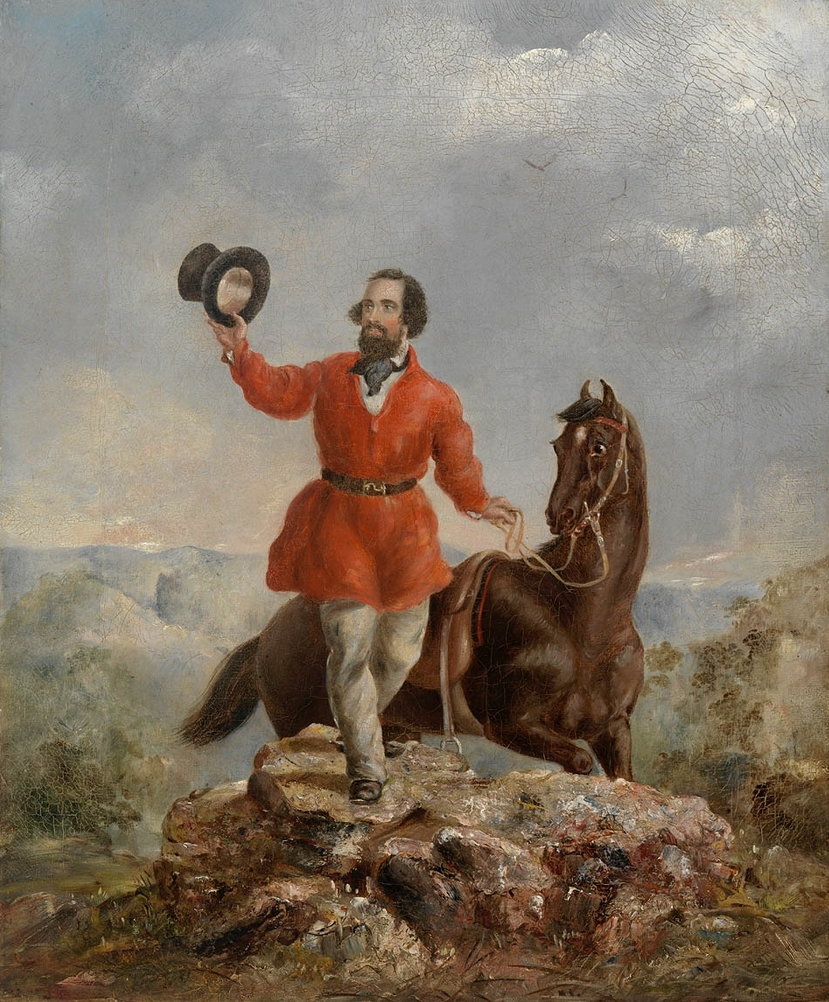
Retrato de Edward Hammond Hargraves, quien se dice fue la primera persona en descubrir oro comercializable cerca de Bathurst en 1851.

Motas de oro fueron descubiertas por primera en el río Fish en febrero de 1823, pero no fue sino hasta el 12 de febrero de 1851 en un hotel de Bathurst que Edward Hargraves anunció el descubrimiento de oro comercializable. Poco después se encontró oro en Ophir (después conocida como Sofala) y Hill End en los años 1850. En los años 1860, el pueblo de Bathurst entró en su auge tras convertirse en el primer productor de oro de Australia. Los centros de producción de oro cercanos transportaban su oro hasta Bathurst  y luego a Sídney. Las carretas de oro y correspondencia se convirtieron en un blanco obvio para los bushrangers, lo que se convirtió en un serio problema para las autoridades.
La Pandilla Ribbon y la Rebelión de Bathurst tuvieron lugar en 1830, cuando un grupo grande más de 80 convictos merodearon el distrito de Bathurst. Eventualmente fueron capturados y acusados de asesinato, bushranging y robo de caballos. El 2 de noviembre de 1830, diez miembros de los Ribbon Boys fueron colgados en Bathurst por sus crímenes. El lugar de la primera y más grande ejecución pública en la horca en Bathurst aún está marcada por el letrero de Ribbon Gang Lane en el CBD. Ben Hall, quien se había convertido en un infame bushranger, se casó en la Iglesia de San Miguel en Bathurst en 1856. En octubre de 1863, una pandilla de cinco (incluyendo a Hall) asaltaron Bathurst, robando una joyería, arrasaron con el Hotel Sportmans Armas y trataron de robarse un caballo de carreras. Regresaron tres días después y asaltaron incluso a más negocios. John Piesley, otro bushranger, fue juzgado y colgado por asesinato en Bathurst Gaol en 1862.
La economía de Bathurst fue transformada por el descubrimiento de oro en 1851. Una ilustración de la prosperidad que trajo consigo el oro a Bathurst es el crecimiento y estatus de los hoteles y posadas. La primera posada autorizada dentro del pueblo fue abierta en 1835, la Highland Laddie. Durante el punto máximo de actividad hotelera en 1875, la cual coincidió con el periodo de la fiebre del oro, había 61 establecimientos abiertos al mismo tiempo. Un total de 89 hoteles han sido identificados en el pueblo de Bathurst, con 112 operando en el distrito inmediato a lo largo de los años. En un principio muchos hoteles eran simplemente cabañas con establos. A medida que la prosperidad aumentó durante el periodo de la fiebre del oro, los hoteles llegaron a contar con la arquitectura típica de hoy en día.

### Desarrollo de la ciudad (1860s) hasta la federación (1910)
Cobb & Co. fue inicialmente un servicio de transporte en carroza que fue creado en Victoria pero luego se trasladó a Bathurst en 1862 siguiéndole los pasos a la fiebre del oro. el servicio proveía escoltas para el oro, entrega de correo y transporte de pasajeros a pueblos y asentamientos rurales. Las carrozas de Cobb & Co. fueron construidas en los talleres ubicados en Bathurst, y el Centro de Información de Bathurst contiene una carroza restaurada de Cobb & Co.
Bathurst se convertiría después en el centro de una importante región manufacturarera y productora de carbón. La línea férra Main Western desde llegó a Bathurst desde Sídney en 1876. Desde ese entonces, el pueblo se convirtió en un importante centro ferroviario con talleres, centro de operaciones con terminales de locomotoras y oficinas de ingeniería de vías y señales. Hasta el día de hoy continúa siendo la oficina central regional de ingeniería con una gran fábrica de componentes.
En 1885 Bathurst tenía una población aproximada de 8.000 habitantes, y una población distrital adicional de 20.000 personas. El pueblo en 1885 era el centro de operaciones de tiendas como E.G. Web & Co. y su distribución y suministros tenían lugar a lo largo de grandes partes deloeste de NSW y hasta en Queensland y Australia Meridional.

### Federación (1910) y desarrollo en el periodo de la posguerra (1940)
Este periodo se caracterizó por periodos de crecimiento lento y moderado de población, un desarrollo de la industria y la educación y la llegada de varios servicios y tecnología al pueblo. Varios grande proyectos de infraestructura tuvieron lugar, como la distribución de gas domiciliario, electricidad, suministro de agua potable, y una planta de tratamiento de aguas servidas. El gas había llegado a Bathurst gracias a una iniciativa privada en 1872, y el consejo municipal proveyó una red alternativa a partir de 1888. El 30 de junio de 1914, el consejo compró el sistema de gas Wark Bros y combinó las dos redes. La antigua planta de gas en Russell Street (actualmente en desuso) fue construida en 1960. En 1987 llegó el gas natural a Bathurst a través de una nueva cañería secundaria de 240 km desde Sídney hasta Moomba. La electricidad llegó a principios del siglo XX, inicialmente para ilumación de calles; la ciudad convirtió su sistema de iluminación por gas a electricidad el 22 de diciembre de 1924, cuando 370 luces eléctrica a un valor de ₤40.000 fueron encendidas. La luz se extendió a lo largo de todas las calles hasta 1935, y con el paso del tiempo a negocios y hogares. El tratamiento de aguas servidas era un proyecto de infraestructura temprana financiado por el gobierno estatal y construido en 1915. El suministro de agua comenzó con pozos privados en patios traseros. Eventualmente se construyó una planta de agua en el sur del pueblo en el río, y el agua fue bombeada a través de cañerías que fueron instaladas progresivamente en negocios y hogares. En 1931, se iniciaron las obras en el proyecto de la Represa Winburndale de 1.700 ML para proveer agua al pueblo a través de una línea de madera instalada hasta el pueblo. El sistema fue inaugurado por el primer ministro de Nueva Gales del Sur el 7 de octubre de 1933. Más adelante, una nueva y más grande represa para el abastecimiento de agua fue construida en el río Campbell. Inicialmente conocida como la Represa del Río Campbell, fue renombrada más adelante como la Represa Ben Chifley en honor al primer ministro Ben Chifley de Bathurst. Fue inaugurada en noviembre de 1956. La capacidad de la represa fue expandida considerablemente para cubrir las demandas de las ciudades hasta 2050; las obras fueron concluidas en 2001, aumentando su capacidad en un 30% a 30.800 ML.
Un servicio de ambulancia comenzó a ser ofrecido el 6 de junio de 1925 con una nueva ambulancia Hudson. Una nueva estación de ambulancia fue abierta el 2 de marzo de 1929 y aún continúa en uso por parte del Servicio NSW Ambulance. Los vehículos motorizados se estaban volviendo comunes a principios del siglo XX y la necesidad de patrullas de mantenimiento de caminos llegó en 1927, cuando NRMA comenzó a proveer el servicio utilizando un vehículo de respuesta con una motocicleta y un sidecar. La era de los primeros medios electrónicos llegó con la apertura de la estación de radio comercial 2BS el 1 de enero de 1937. El Aeródromo de Bathurst se inauguró en 1942, inicialmente para beneficiar al esfuerzo de guerra al proveer espacios de parqueo para aeronaves que ya no cabían en la base de Richmond de la fuerza aérea. El primer vuelo de una aerolínea comercial partió en dirección a Sídney el 16 de diciembre de 1946.
Una famosa marca australiana de comida congelada comenzó en Bathurst. Robert Gordon Edgell llegó a Bathurst en 1902. Para 1906, estaba produciendo peras, manzanas y espárragos y experimentando con enlatados y preservación de frutas y vegetales, eventualmente abriendo una pequeña envasadora en 1926. En 1930, formó la compañía Gordon Edgell & Sons, la cual se convirtió, y aún continúa siendo, una famosa marca australiana de comida, ahora controlada por Simplot.
Se hicieron muchos intentos por abrir una Universidad, siendo los primeros en 1912 hasta 1947, cuando se logró un progreso real con los planes para establecer una universidad para profesores. El primer grupo de estudiantes llegó a principios de 1951 y la apertura oficial se dio en noviembre de 1951. La universidad se transformó con el tiempo en el Mitchell College of Advanced Education el 1 de enero de 1970. La universidad creció y finalmente se convirtió en la Universidad Charles Sturt el 19 de julio de 1989. Andrew Denton es un conocido exalumno de esta universidad.
Bathurst fue uno de los lugares que hicieron campaña para ser el sitio de la nueva Capital Federal. En un ensayo preparado por un periodista del periódico Bathurst Times, Price Warung, promovió la candidatura de Bathurst en 1901, respondiendo a los requisitos claves para una capital por parte los comités federales: "centralidad y accesibilidad, salubridad, y capacidad de una defensa impregnable".
A principios de 1940 se abrió un campamento del ejército en Bathurst para la 1.ª División Acorazada del Ejército de Australia, pero poco después se convirtió en un centro de entrenamiento de infantería debido a la insostenibilidad de un área poblada cercana para los ejercicios de entrenamiento de unidades acorazadas. Luego de la guerra, esta campamento fue convertido en un centro de recepción y entrenamiento de migrantes. El primer grupo de migrantes llegó a Bathurst en 1948; por momentos la población del centro llegaba hasta los 10 mil residentes.

### Crecimiento poblacional
La población de Bathurst ha tenid periodos de rápido crecimiento a lo largo de su historia; durante mediados hasta finales del siglo XIX durante el periodo de la fiebre del oro, luego después de la Segunda Guerra Mundial cuando inmigrantes de los países azotados por la guerra se asentaron en la zona y a los soldados que regresaban de la guerra se les ofrecía tierra arable, y a principios del siglo XXI debido en gran parte a la congestión de Sídney. También ha habido periodos en los que Bathurst experimentó un leve declive poblacional, incluyendo la década de los años 1900 y durante los años 1960. La siguiente ilustración muestra el crecimiento poblacional de la ciudad desde 1856 hasta años recientes.

## Arquitectura

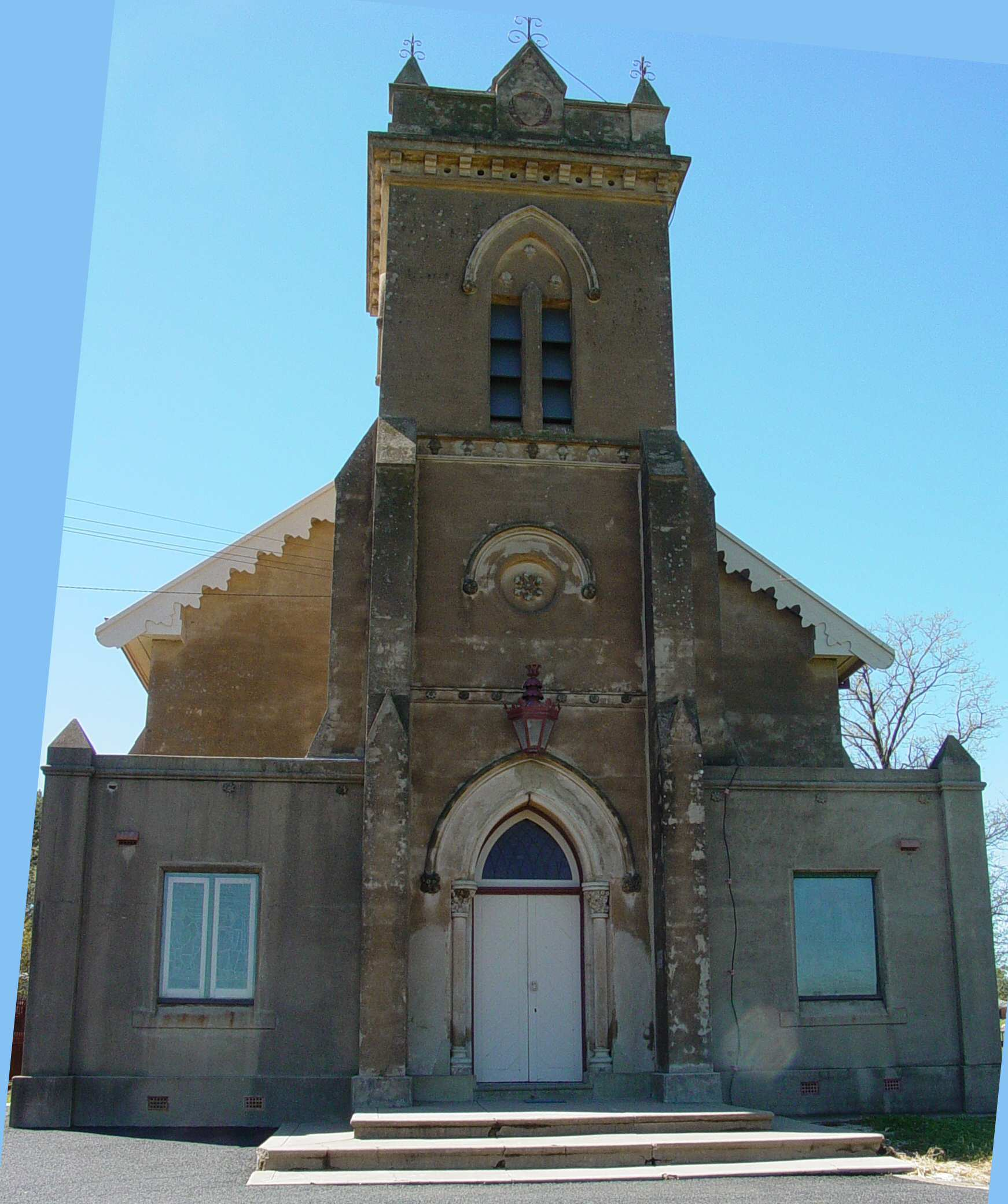
Iglesia de la Santa Trinidad, Kelso, construida en 1834.

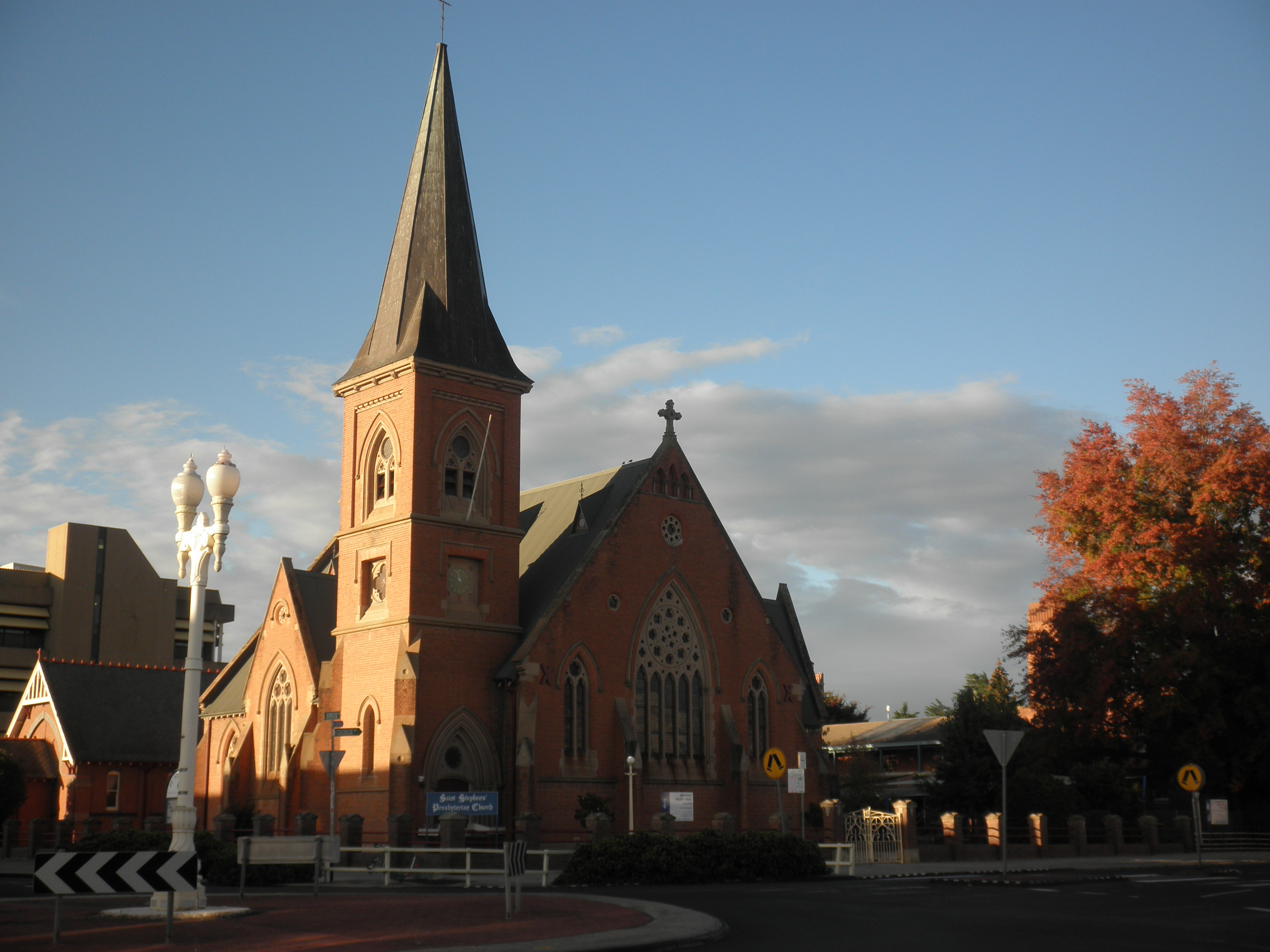
Iglesia St Stephen, construida en 1872.

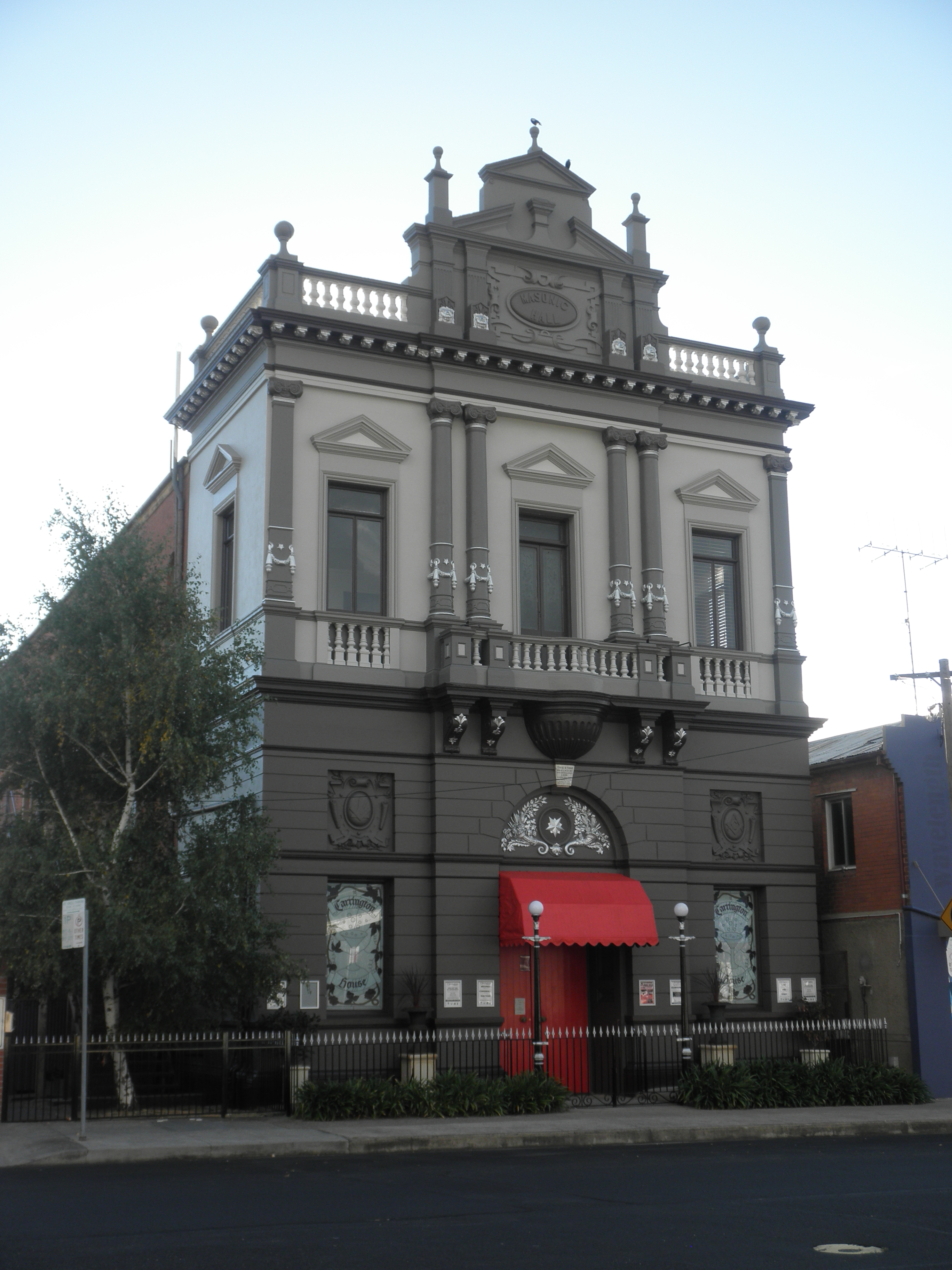
Superficies de estilo italianizado en la fachada del ex Salón Masónico, construido en 1889.

Bathurst cuenta con una colección arquitectónica única que va desde colonial hasta de tiempos modernos, y muchos de sus edificios antiguos aún se encuentran intactos. Los edificios históricos van desde cabañas de trabajadores, casas con terrazas, mansiones, chozas, edificios industriales, edificios comerciales y grandes infraestructuras cívicas.

### Periodos, estilos y características

#### Colonial
En el periodo entre 1815 y 1840, conocido como el Antiguo periodo colonial en Australia, la arquitectura de Bathurst estaba dominada por ladrillos rojos, algunas veces lavado, con ventanas de 12 hojas y puertas de cuatro o seis paneles. Ejemplos de este estilo incluyen la Antigua Casa de Gobierno (c. 1820), y la iglesia de la Santa Trinidad (estilo gótico).

#### Época victoriana
Durante el principio del periodo victoriano entre 1840 y 1860 las estructuras eran por lo general edificios domésticos pequeños. Entre las características de este estilo están la línea del edificio cercana a la calle o la vereda frontal directamente sobre la calle. Ejemplos de este estilo son Loxsley, una casa para caballeros de ese periodo, y el Hotel Royal cuando era un edificio de un solo piso.
El periodo victoriano medio entre 1860 y 1880 coincidió con un nivel más alto de riqueza y el incremento en la disponibilidad de materiales de construcción con el vidrio. Las ventanas en ese entonces se volvieron de 4 o 6 hojas. Las casas en hilera aún siguen siendo una organización común, en algunos casos influenciadas por un estilo gótico con techos bien empinados. Un ejemplo de este estilo es el Webb Building, construido en 1862. Durante este periodo, Edmund Gell diseñó muchos de los edificios principales, entre ellos el ornamentado colegio St. Stanislaus, la estación de ferrocarril (1875) de estilo Victoriano Tudor con frontales flamencos rematados por fastigios, ventanas, miradores y veranda de hierro forjado, además de una gran mansión Abercrombie House, una gran casa de tres pisos y 40 habitaciones. El hospital Bathurst es un gran complejo hospitalario de la época victoriana construido en ladrillo rojo con porches de madera y balaustradas de hierro forjado.
Muchas mansiones de Bathurst fueron construidas en el estilo italianizado en el periodo victoriano medio, con características como ventanales, columnas de hierro, encajes y verandas. Estas incluyen a Woolstone (1870), Logan Brae (1877 y actualmente un convento) y Delaware (1878).
El Juzgado de Bathurst (c. 1860) diseñado por el arquitecto colonial James Barnet se encuentra en una importante ubicación de la ciudad y tiene un estilo neo-clásico con un domo renacentista octogonal, un pórtico dórico con frontón, una torre octogonal con torreta, revestimientos de piedra y pilastras de ladrillo, una columnata de pilares dóricos, techo de color verde salvia, ladrillos rojos, ladrillos amarillos y largas ventanas de guillotina. Barnet también diseñó la estación de policía (c. 1875) y el Centro Correccional de Bathurst (Bathurst Gaol) (c. 1886), el cual está adornado con dos leones sosteniendo una llave (el símbolo victoriano de retribución segura e inevitable) sobre la entrada principal.
La Iglesia Presbiterana de St. Stephen es una estructura gótica construida de ladrillos de Bathurst en 1871-72.
Durante la última parte del periodo victoriano entre 1880 y 1900, los Bathurst Showground Buildings (c. 1880s) representan uno de los grupos más intactos de pabellones de exhibición de madera en Nueva Gales del Sur. El estilo es conocido como Gótico Carpintero. La vieja escuela técnica es un edificio neorrománico construido aproximadamente en 1896 de ladrillos rojos con revestimientos de terracota y otros detalles. El interior también es de alta calidad. La arquitectura italianizada está presente en muchos de los edificios de Bathurst, incluyendo el ex Salón Masónico, ahora conocido como Carrington House, con superficies de estuco y decoradas en la fachada, y el edificio del Banco Westpac.

#### Federación
Durante el periodo australiano de la Federación entre 1900 y 1915, hubo experimentación en diseño y construcción. La Granja Experimental (ahora parte de la Universidad Charles Sturt) es un ejemplo del estilo de esta época. Muchos de los edificios del estilo de esta época utilizan madera en forma decorativa o techos de hierro o terracota.

### Periodo entre guerras
Durante el periodo entre guerras entre 1915 a 1940, hubo grandes cambios arquitectónicos. Ejemplos de este cambio en Bathurst incluyen el Hotel Knickerbocker de estilo funcionalista y el Viejo Banco de la Mancomunidad, construido en el estilo clásico libre. Con la llegada de la electricidad en 1924 se instalaron postes de luz y lámparas de un estilo particular en el centro de calles amplias y estas aún forman parte del paisaje urbano de la ciudad.

## Gobierno

### Local
El gobierno local fue establecido en la nueva colonia con el Consejo Distrital de Bathurst y Carcoar el 12 de agosto de 1843, Bathurst fue proclamado pueblo en 1852 e incorporado como un borough en 1862, después como una municipalidad en 1883, then gazetted a city in on 20 March 1885. y luego incorporada como una ciudad el 20 de marzo de 1885, el mismo día en que Sídney fue declarada ciudad. El Consejo Regional de Bathurst fue formado el 26 de mayo de 2004 luego de la amalgamación del Consejo de la Ciudad de Bathurst, gran parte del Shire de Evans y una pequeña extensión de terreno que antes estaba incluida en el Shire de Oberon.
Para capitalizar en el crecimiento de Bathurst, sus instalaciones educativas y su joven población, el Consejo Regional está preprando planes para un nuevo Centro Australiano para la Ciencia, Tecnología e Industrias Emergentes (ACSTEI según sus siglas en inglés), también conocido como Technology Park, el cual será adyacente al campus de la Universidad Charles Sturt.

## Estatal
Bathurst es el centro del curul estatal en el Parlamento de Nueva Gales del Sur. El curul cubre los centros principales de Bathurst y Lithgow, y todas o gran parte de las áreas de gobierno local de Bathurst, Blayney, Cabonne, Lithgow, Mid-Western y Oberon. Bathurst ha existido como un distrito electoral en el Parlamento de NSW desde 1859. Antes de 1856, Bathurst era parte del Distrito Electoral de los Boroughs Occidentales. Antes de 1920, Bathurst era una circunscripción con representación única, en los años 1920 se convirtió en un distrito de representación múltiple y proporcional. Durante mediados del siglo XX el curul estuvo bien dividido entre el Partido Laborista y el Partido Liberal, pero a partir de 1981 cuando el pueblo fuertemente laborista de Lithgow fue incorporado a la circunscripción de Bathurst, el curul ha sido dominado por los laboristas, con excepción de 1988 cuando el Partido Liberal ganó las elecciones por un periodo de tres años, y en las elecciones de 2011, cuando las ganó Paul Toole del Partido Nacional.

## Federal
Actualmente Bathurst está dentro del distrito electoral federal de Calare, el cual incluye a grandes partes de NSW desde Lithgow en el este hasta Tullamore en el oeste. Antes de las elecciones de 2010, Bathurst estaba dentro del distrito federal electoral de Macquarie, el cual estaba mucho más hacia el este e incluía el área de las Montañas Azules y Bathurst era su frontera occidental.

### Crimen en Bathurst
Las estadísticas de crímenes en Bathurst se mostraron estables durante el periodo de 4 años entre 2005 y 2009. En algunas áreas la tendencia ha sido a la baja y no existe ninguna categoría de crímenes que esté en aumento. El crimen está categorizado en 17 áreas por el Buró de Estadísticas e Investigación de Crímenes de NSW.

## Economía

### Industria
La economía de Bathurst tiene una amplia base con una sólida industria manufacturera, un sector educacional grande (incluyendo a la agricultura) y servicios gubernamentales.
Empleadores del sector privado que cuentan con un gran número de empleados en Bathurst (según estadísticas de 2009) incluyen a Devro, una empresa internacional que produce productos para el envasado de comida y su planta manufacturera de Mars Petcare; son el empleador privado más grande. Compañías como Telstra, Simplot Australia, Chiko, Downer EDi y Burkes Transport también emplean a un número considerable de residentes en Bathurst.
Los empleadores del sector público más grande incluyen a Country Energy con su Oficina de Campo Distrital y sus oficinas Corporativas, la Universidad Charles Sturt, El Consejo Regional de Bathurst, la Autoridad de Administración de Tierras y Propiedades que provee información de mapeo y agrimensura en todo NSW, el Great Western Area Health Service - Oficina Regional, el Centro Correccional de Bathurst, el Departamento de Educación - Oficina Regional, el Servicio Policial - Comando Local de Chifley, Bosques Estatale de NSW - Oficina Regional, y los talleres de fabricación de rieles de RailCorp.

### Agricultura y ganadería
El clima de la región de inviernos templados es ideal para la producción de fruta con carozo y variedades de uvas de clima templado aptas para la producción de vino. Las planicies a lo largo del río permiten la producción de maíz en el verano para proveer a la planta de procesamiento de alimentos de Simplot ubicada en Bathurst.
Bathurst es la ubicación del Centro de Industrias Primarias de Bathurst, una instalación gubernamental que ha estado operando desde 1895 y originalmente era conocida como la Granja Experimental. Originalmente establecida para estudiar la mayoría de las facetas de la agricultura durante los primeros años del crecimiento del interior occidental, sus estudios incluían la producción de productos lácteos, cerdos, vegetales, plantaciones de cereales y árboles frutales. El lugar aún es uno de los centros de investigación de fruta con carozo más importante de todo Australia.
La ganadería ovina y la producción de lana son la principal industria primaria en la región aledaña seguidas por la cría de ganado vacuno para la producción de carne. La lana ha sido parte de la actividad rural de Bathurst desde los años 1850 cuando la industria creció a pasos acelerados. Las ovejas utilizas para la producción de carne son un producto común en las granjas de la región. El ganado vacuno para producción de carne en la región son razas de procedencia británica, y cruces británicos y europeos; también existen variedades de cebú, pero no son comunes.

### Maderería
En Bathurst se encuentra un importante centro de procesamiento de madera, el cual utiliza la madera explotada en los bosques aledaños. Existen varias plantaciones de coníferas que son explotadas para la extracción de productos madereros; el principal de estos productos son troncos para serrar y pulpa. Bathurst es la base de operaciones para el Macquarie Region of Forests NSW (una Autoridad Gubernamental de NSW).

## Deportes

### Deportes de motor

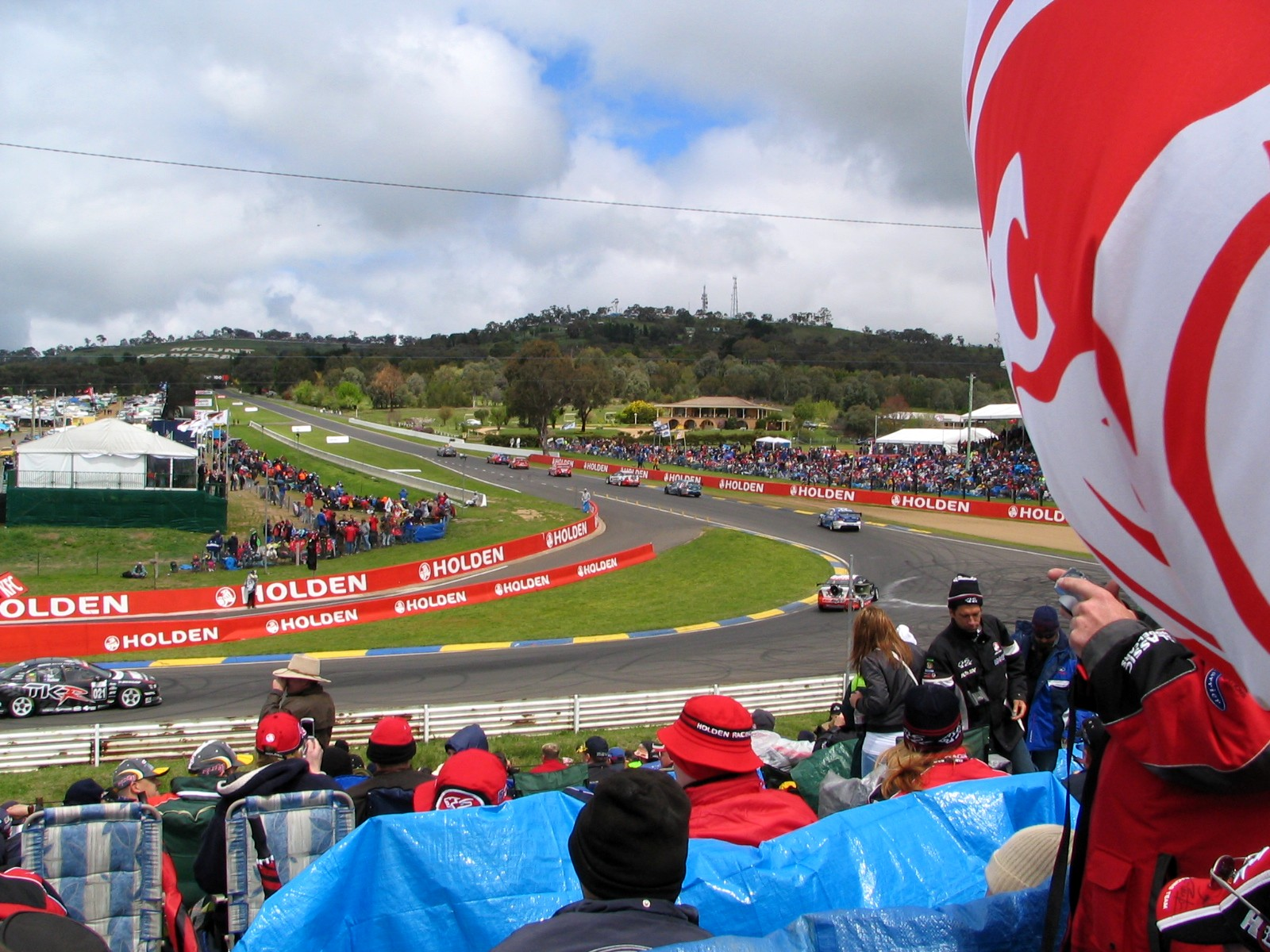
Los 1000 km de Bathurst

Hoy en día, Bathurst es sinónimo con deportes de motor ya que allí se encuentra el circuito de carreras de Mount Panorama. Este circuito es el escenario de las 12 Horas de Bathurst cada febrero, el escenario del Bathurst Motor Festival en pascuas, y los 1000 km de Bathurst cada octubre. En estas épocas la población se incrementa sustancialmente debido a los turistas. El circuito es una vía pública cuando no está siendo utilizado para carreras y es una atracción turística popular para los visitantes de la ciudad. Bathurst tiene una larga historia de carreras de vehículos, la cual comienza con carreras de motocicletas en 1911. Entre 1931 y 1938 se llevaron a cabo carreras de motocicletas en el Circuito de Old Vale antes de mudarse al nuevo Circuito de Mount Panorama en 1938. El 16 de abril de 1938, Mount Panorama atrajo a 20.000 espectadores a su primera carrera, el Australian Tourist Trophy y en 2006 el público llegó a las 194.000 personas para los 1000 km.
Un grupo conocido como el Mount Panorama Second Circuit Action Group está promoviendo y haciendo lobby para la incorporación de un circuito e instalaciones adicionales a las actualmente presentes para capturar más eventos e incrementar la utilización del lugar.
Al lado del circuito se encuentra el Museo Nacional de Carreras de Vehículos (National Motor Racing Museum). Este museo fue construido para atraer visitantes al circuito durante todo el año e incluye motocicletas y automóviles, representando la historia de las carreras en Bathurst. Peter Brock, el corredor de autos de carreras, fue sinónimo de Mount Panorama y existe una escultura dedicada a él en los patios del museo.

### Otros deportes
Los deportes en genera son bien recibidos por la comunidad de Bathurst. El Consejo Regional de Bathurst y el Gobierno Estatal de NSW han contribuido con significativos fondos en la última década para construir nuevas instalaciones deportivas tales como el nuevo Centro Acuático aclimatado, un estadio para deportes bajo techo, un complejo para Hockey y una importante renovación de la pista, un nuevo complejo de boxes y galerías para espectadores en el circuito de Mount Panorama. El Hockey Complex (el complejo de hockey) es una moderna instalación que incluye canchas tanto con agua como con arena además de varias de césped. Durante muchos años Bathurst ha sido asociado con un alto nivel competitivo de hockey a nivel nacional. La ciudad también provee instalaciones deportivas específicas para carreras de autos, rugby, rugby union, fútbol australiano, atletismo, críquet, netball, tenis, fútbol americano y otros. Existen más de 70 organizaciones y grupos deportivos en la región desde la Academia del Baile, croquet, aero, clubs de pony, hasta de fútbol, rugby, críquet y ciclismo. El ciclismo cada vez se va convirtiendo en un deporte en el que Bathurst se especializa, ya que la región cuenta con caminos e instalaciones para la práctica de este deporte. El Club de Ciclismo de Bathurst es uno de los clubes deportivos más antiguos de Australia, siendo fundado en el año 1884.
Algunas de las instalaciones deportivas en Bathurst y sus alrededores son:
| - Alan Morse Park – críquet y atletismo - Anne Ashwood Park – rugby union (Bathurst Bulldogs Rugby Union Club) - Bathurst Sportsground – cancha sintética de críquet, rugby league / rugby union, velódromo, y pistas de atletismo – sede de los Bathurst Panthers Rugby League Club & otros - Bathurst Indoor Sports Stadium – canchas de baloncesto, voleibol, netball, fútbol sala y bádminton - Brooke Moore Oval – críquet - Carrington Park – rugby league, y rugby union - Cooke Hockey Complex – 9 canchas de hockey sobre césped, 3 canchas sintéticas de hockey - Cubis Park Facilities – 2 canchas sintéticas de críquet, y dos canchas de tamaño reglamentario de rugby league / fútbol - Eglinton Oval | - George Park – AFL, y críquet - John Matthews Complex – 14 canchas de netball y tenis para todo clima - Learmonth Park – 4 canchas sintéticas de críquet, and 9 canchas de touch football (sintéticas) - Marsden Estate – campeonato de tenis sobre mesa - Proctor Park – 12 canchas sintéticas de fútbol - Police Paddock – 2 canchas sintéticas de críquet, and 2 canchas sintéticas de tamaño reglamentario de fútbol - Ralph Cameron Oval, Raglan – 2 canchas de tenis, 3 canchas de críquet, 2 wickets sintéticos de críquet - Walmer Park |

El vuelo sin motor es una popular actividad en la zona y existe una comunidad de importante tamaño que la practica en Bathurst. Tiene lugar en el Aeródromo de Pipers, el cual está a unos 5 km al norte de la ciudad. El vuelo sin motor también tiene lugar durante casi todos los feriados escolares en el Aeropuerto Regional de Bathurst donde los Cadetesd e la Fuerza Aérea Australiana (AAFC según sus siglas en inglés) del Vuelo No. 327 aprenden a volar.
Bathurst, con su joven población, ha establecido competiciones deportivas modernas como el evento Newtons Nation. En este evento, que tiene lugar en Mount Panorama, gente joven participa en deportes modernos como BMX, Ciclimos de Montaña, Wakeboarding, Parkour, Krumping, Skateboarding, y Luge.

## Cultura

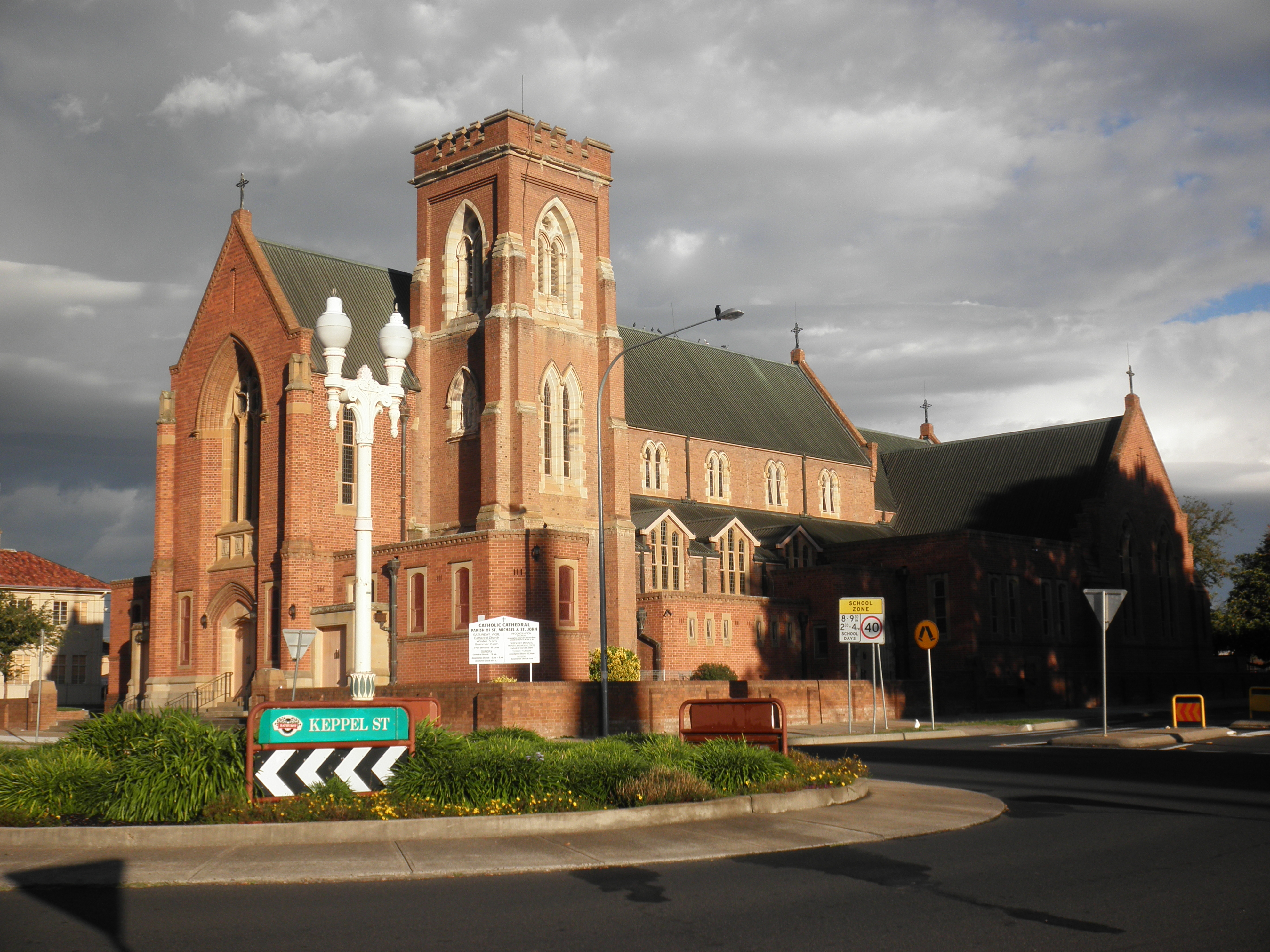
Catedral católica de Bathurst, construida en 1861

Bathurst es una ciudad catedral, ya que es el lugar de residencia de los obispos anglicano y católicos de Bathurst. La ciudad está llena de iglesias y otros edificios religiosos. Las principales catedrales son la Catedral Anglicana de Todos Santos, y la Catedral de San Miguel y San Juan (católica), además, existen muchos otros lugares de culto como la Iglesia Presbiterana de St Stephens, la Iglesia de la Asunción (católica), St Barnabas' South Bathurst (anglicana) y otras.
Bathurst también fue la residencia del primer ministro laborista durante la Segunda Guerra Mundial, Ben Chifley, quien representó a la región en el parlamento federal y está enterrado en Bathurst. Su legado es celebrado por el Partido Laborista cada año con una función conocida como el discurso de la Luz en la Colina por parte de un líder laborista. Este discurso fue realizado por primera vez en la conferencia del ALP por Chifley en 1949.
Bathurst tiene la inusual característica de poseer una colección de casas-museos que representan los diferentes periodos de su historia desde el primer asentamiento hasta los años 1970s. Entre estos museos se encuentran el Old Government Cottage construida entre 1837-1860, Abercrombie House (Casa Abercrombie), una mansión histórica de 40 habitaciones construida aproximadamente en los años 1870s, Miss Traill's House (La Casa de la Srta. Traill) construida en 1845, y Chifley Home, la cual mantiene los sencillos muebles que demostraban el estilo de vida e imagen de Chifley de un "hombre común".
Bathurst cuenta con numerosos museos, entre ellos el Museo de la Sociedad Histórica de Bathurst ubicado en el ala izquierda del juzgado histórico. Este museo incluye entre sus colecciones un importante número de artefactos aborígenes, grandes cantidades de documentos que relatan la historia de los primeros años de Bathursts y una colección artículos locales provenientes de los primeros asentamientos australianos. Bathurst Central es la sede del Museo de Fósiles y Minerales de Australia, en donde se encuentra la Colección Somerville de fósiles y minerales, y el único esqueleto completo de Tyrannosaurus Rex de Australia. La Colección de Sommerville también cuenta con una de las colecciones de turmalina más grandes del Hemisferio Sur.
Existen varias organizaciones que apoyan el arte en diversas formas en Bathurst. Entre ellas se encuentran el Conservatorio Mitchell, el primer centro musical regional, comunitario, pre-terciario de NSW, inaugurado en mayo de 1978. El Conservatorio provee educación musical y oportunidades para niños y adultos. La Galería de Arte Regional de Bathurst se enfoca en el arte australiano a partir de 1955 y tiene una importante representación de paisajes locales y en particular villas y pueblos locales. La colección incluye varios cuadros de Lloyd Rees. El diseño de la galería permite exhibiciones regulares con un promedio de 25 exhibiciones por año. La galería es propiedad del Consejo Regional de Bathurst y está ubicada en un edificio moderno que incluye la Biblioteca Regional.
El Bathurst Memorial Entertainment Centre (BMEC) es un nuevo edificio completado en 1999 que sirve para presentaciones de artistas de Bathurst y otros. el BMEC tiene una temporada anual de entretenimiento que incluye todas las formas de las ártes escénicas de Australia y de todo el mundo.
El Royal Bathurst Show promueve entretenimiento y aprendizaje; este Show de Agricultura ha tenido lugar desde 1860 y es uno de los shows regionales más grandes en NSW. El show ha operado continuamente desde su ubicación actual desde 1878 y recibe a unos 20.000 visitantes en un periodo de dos días. En 1994 recibió la aprobación de la Reina para ser conocido como el Royal Bathurst Show (Show Real de Bathurst).
Las mesetas centrales es una zona con una creciente reputación como productora de comidas y bebidas gourmet. Una organización de voluntarios sin fines de lucro conocida como Bre&d fue establecida en 2001 para incentivar a los residentes y visitantes a que experimenten los productos agrícolas de la región. La organización organiza el Mercado de Agricultores de Bathursts todos los meses en el Bathurst Showground al igual que los eventos anuales Bre&d Under the Stars y Bre&d On the Bridge que sirven de vitrina para los productores y chefs locales. Ambos eventos tienen lugar en el histórico Puente Denison que cruza el río Macquarie.

## Educación
La educación es la industria más grande de Bathurst e incluye 60 instalaciones educativas  que representan el 7,6% de la producción regional de la región de Bathurst. La educación cubre todos los niveles, incluyendo el nivel universitario, TAFE, secundario, y primario, tanto públicos como privados. En Bathurst el 12,1% de la población trabaja en el sector educativo; el promedio en el estado de NSW es del 7%.
Bathurst es la sede de la Universidad Charles Sturt, la cual cuenta con su campus principal en Bathurst y otros complementarios en Wagga Wagga, Albury, Dubbo, Orange, Canberra y Goulburn. Es un importante centro proveedor regional de educación terciaria al igual que educación a distancia tanto a nivel nacional e internacional. El campus de Bathurst ofrece cursos en administración de empresas, comunicación, computación, enfermería, paramedicina, policía, psicología, publicidad, periodismo y educación. La universidad es reconocida por su reputación en periodismo.
El Western Institute de TAFE tiene dos campus en Bathurst. El College tiene 12 Divisiones de Entrenamiento Sectorial que incluyen arte y prensa, construcción, servicios de negocios, computación, servicios de ingeniería, servicios rurales y de minería y turismo y hospitalidad.
La Universidad de Western Sydney cuenta con instalaciones de educación clínica en Bathurst, ubicada en el hospital del mismo nombre y está abierta desde junio de 2010 para sus estudiantes de medicina de cuarto año.
Bathurst cuenta con muchas escuelas primarias y secundarias, tanto públicas como privadas. Entre estas se encuentran el All Saints College, Denison College, MacKillop College, St. Stanislaus College y The Scots School.

## Transporte

### Carreteras
Bathurst es un núcleo regional de carreteras. Varias carreteras, incluyendo a la Great Western Highway, la Mid-Western Highway, la Mitchell Highway, el O'Connell Road a Oberon y el Bathurst-Ilford Road comienzan en Bathurst. Otras carreteras importantes en Bathurst incluyen Durham Street, Eleven Mile Drive, y Bradwardine Road.

### Tren

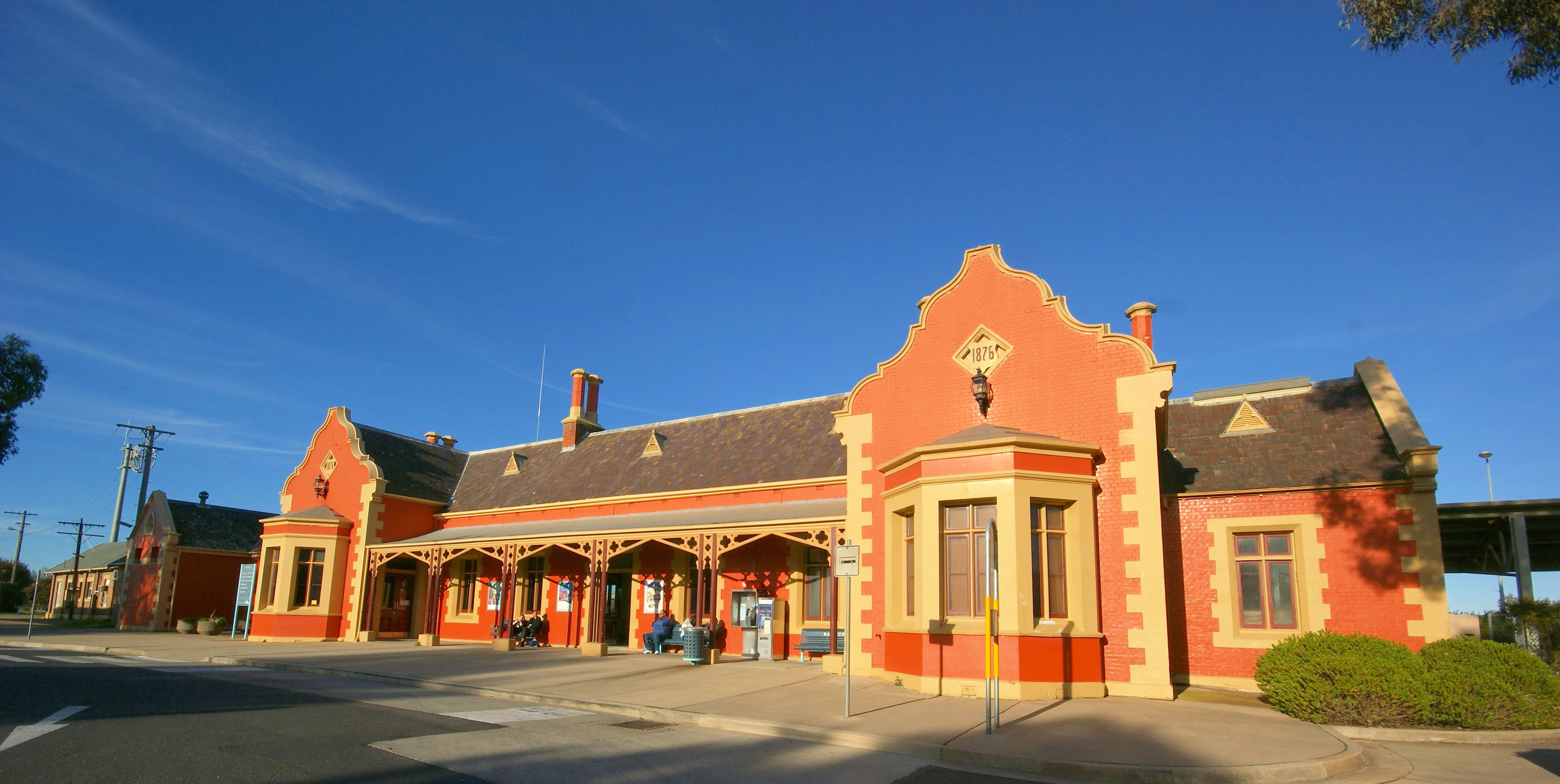
Estación de tren de Bathurst.

La estación de tren de Bathurst se encuentra a diez minutos a pie del centro de la ciudad. Es visitada diariamente por los trenes de Cityrail y CountryLink y de allí parten buses hacia Lithgow y luego a Sídney en el este, hacia Dubbo al noroeste, hacia Parkes al oeste y hacia Cootamundra en el sur. CityRail cobra pasajes en los buses a Lithgow, pese a que son operados por CountryLink y requieren reservaciones.

### Buses

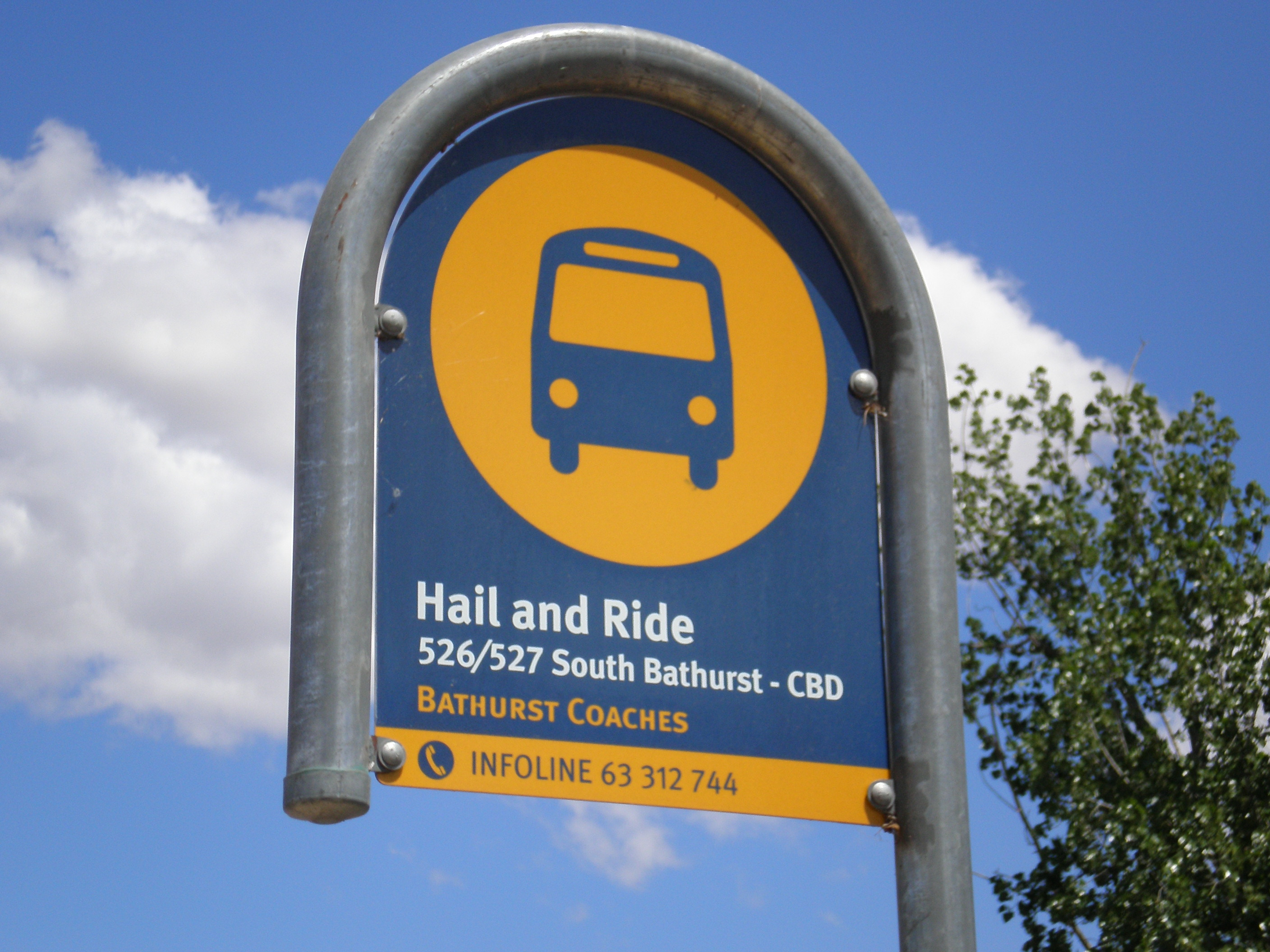
Una parada de bus típica en la región de Bathurst.

Los servicios de bus locales proveídos por Bathurst Buslines Company operan en los suburbios de los alrededores de Bathurst,  con una conexión en Howick Street, al otro lado de Stockland Bathurst.
Existen servicios interurbanos entre Bathurst y Lithgow, Bathurst y Orange, Bathurst y Oberon y Bathurst a Sídney. Todos parten desde la conexión en Howick Street.

### Aire
Regional Express Airlines es la única aerloínea que provee servicios de pasajeros en el Aeropuerto de Bathurst; opera la ruta entre Bathurst y Sídney con tres vuelos diarios. Existen varias escuelas de vuelo que operan desde el aeropuerto, y éste es utilizado frecuentemente por pilotos novatos durante su entrenamiento.

## Desarrollo de la Región de Bathurst
La ubicación de Bathurst cercana a Sídney y sobre importantes autopistas pusieron a Bathurst en una deseable posición para los planes de decentralización de varios gobiernos a lo largo de los años. Varios planes de decentralización relacionados con Bathurst pueden ser identificados:
- A finales de los años 1940, el gobierno federal de John Curtin alentó al gobierno de NSW a establecer regiones con el objetivo de desarrollos regionales. Bathurst y Orange fueron agrupadas como la Región de Mitchell y esta fue establecida como tal en 1945. Más adelante, el nuevo gobierno federal de John Menzies retiró su apoyo para el plan de regionalización, pero pese a esto, el gobierno de NSW continuó, aunque modestamente, promoviendo el plan de regionalización.[76]

- El 3 de octubre de 1972 el gobierno federal y el Gobierno de Nueva Gales del Sur acordaron un plan para introducir una política de decentralización a varias regiones en NSW. Este plan incluía un centro de crecimiento piloto en el área de Bathurst-Orange y fue conocido como el Bathurst Orange Development Corporation (BODC). Inicialmente se propusieron 13 áreas, pero solo cuatro fueron estabecidas, siendo Bathurst-Orange y Albury-Wodonga las únicas en las regiones rurales de NSW.[76] El proyecto incluiría desarrollos domésticos, comerciales e industriales y desarrollarían el área económicamente, recaudaría nuevas inversiones en capital, atraería población a la región y creaía nuevas oportunidades de empleo. Un cuerpo regulador fue establecido por una Ley del Parlamento para administrar el BODC. La Ley se hizo efectiva a partir del 1 de julio de 1974.[77] Un importante enfoque del BODC fue la compra de tierras y para ese propósito compró 209 propiedades en los alrededores de Bathurst valuadas en 22 millones de dólares.[76] Una caída en el comercio regional como resultado de cambios en las tendencias internacionales y la depresión global y el shock del petróleo durante mediados de los años 1970 resultaron en una caída en el interés por parte de inversionistas en las nuevas propiedades. El BODC comenzó poco a poco a recibir cada vez menos apoyo del gobierno y sufrió problemas de liquidez.[78] Varias grandes corporaciones se trasladaron a Bathurst como parte de la iniciativa del BODC, incluyendo a Devro, Uncle Bens (hoy en día Mars), y Omya Minerals.

- En 1989, el gobierno de Greiner promovió la estrategia de un centro regional que fomentaba a los centros regionales que tenía un potencial de crecimiento natural. Bathurst fue uno de los 12 centros regionales en NSW que recibieron financiamiento de apoyo para expansiones de universidades, administración, salud y el sector de educación en general.[76]

- En 2010, se lanzó un nuevo plan para atraer residentes, y por ende empresas, a los centros regionales. El nombre de promoción es EVO Cities, nombre que proviene de Energía, Visión y Oportunidad (EVO). Varias ciudades regionales de NSW, incluyendo a Bathurst, han desarrollado la estrategia EVO City a nivel de los gobiernos locales con financiamiento proveído por los gobiernos de NSW y federales.[79] La estrategia se basan en gran parte en la promoción de mercados en ciudades capitales para que las personas se muden a las ciudades EVO.

## Prensa

### Periódicos
El periódico diario local es el Western Advocate, publicado en Bathurst por 150 años. La publicación tiene una circulación de 5.800 copias.

### Estaciones de radio
Estaciones licenciadas en Bathurst

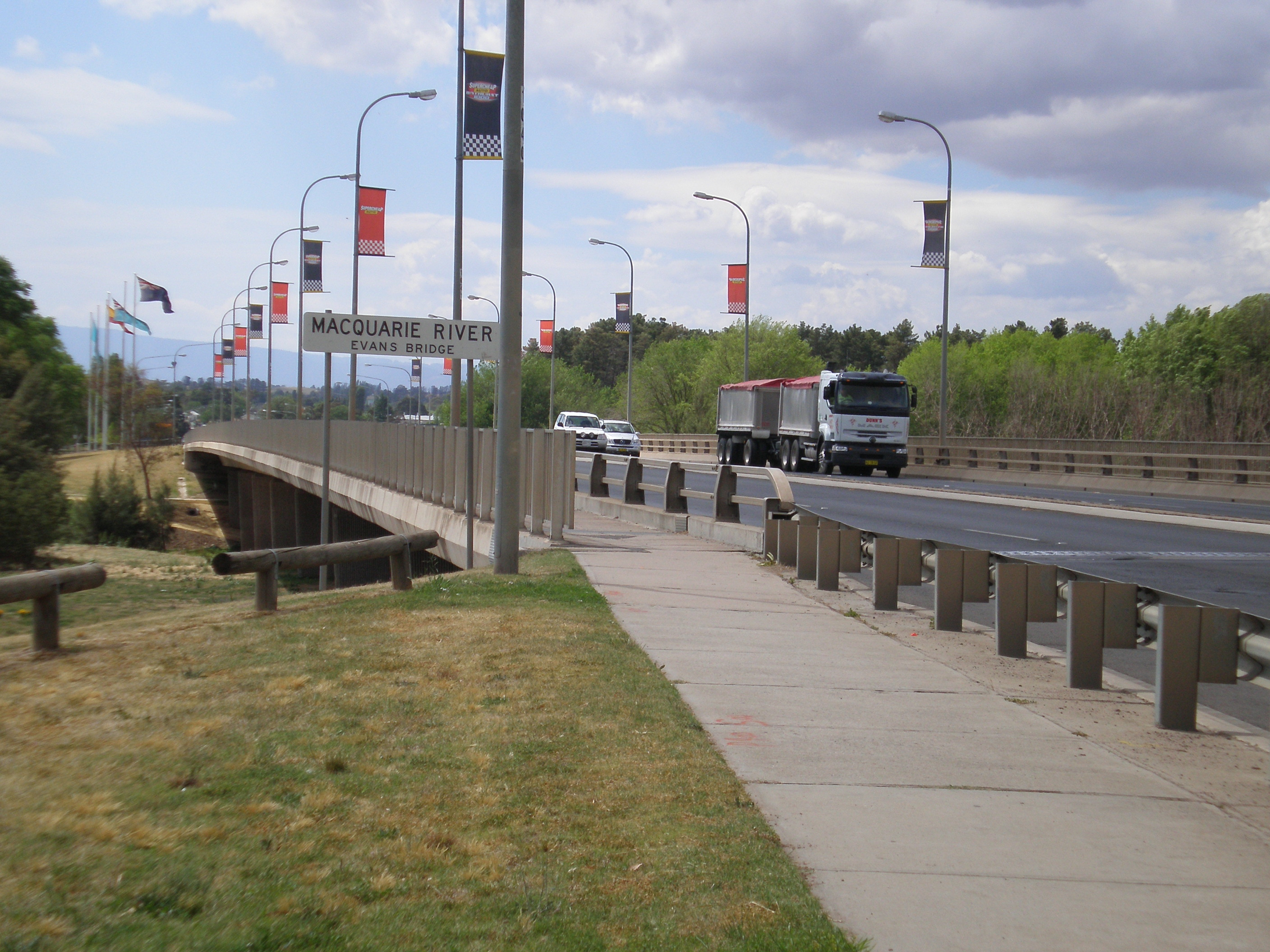
El puente Evans cruza el río Macquarie y conecta a Bathurst con Kelso

- 2BS 1503 AM (comercial) – transmitida desde su propia torre en el suburbio norte de Eglinton.
- B-Rock FM 99.3 (comercial) –  transmitida desde su propia torre en el suburbio norte de Eglinton.
- 2MCE-FM 92.3 (comunitaria)
- Life FM 100.1(comunitaria cristiana)-  transmitida desde la estación de Yetholme.

Nacionales y otras
- ABC Central West 549 AM
- NewsRadio 98.3
- Radio National 104.3/96.7
- Triple J 101.9/95.9
- Classic FM 102.7/97.5
- SBS Radio 88.9 MHz -Special Broadcasting Service, (Multicultural)
- Vision Radio 1629 AM
- Racing Radio 2KY 100.9

### Estaciones de televisión
La televisión en Bathurst es transmitida desde una torre en Mount Panorama: 33°27′01″S 149°32′50″E / -33.45028, 149.54722
- Prime7, 7Two, 7mate, 4ME, (canales afiliados a Seven Network).
- WIN Television, GO!, GEM, Gold, (afiliados con Nine Network Australia/WIN Television).
- Southern Cross Ten, ONE y Eleven (Network Ten Australia).
- (ABC Television) incluyendo a ABC1, ABC2, ABC3 y ABC News 24, parte de Australian Broadcasting Corporation.
- Special Broadcasting Service, SBS ONE y SBS Two.

- Programas de noticias locales de media hora son transmitidos por Prime7 y WIN.

Austar provee servicios de televisión por cable.

## Congresos
A partir de diciembre de 2001, la Conferencia Ornitológica de Australasia se lleva a cabo cada dos años en Bathurst. Fue creada y es organizada por la Royal Australasian Ornithologists Union.

## Ciudad hermana
- Ōkuma, Japón,[82][83] desde 1991

## Galería histórica
Esta galería de imágenes ilustra la herencia y los estilos arquitectónicos de varios edificios y estructuras en la Ciudad de Bathurst.

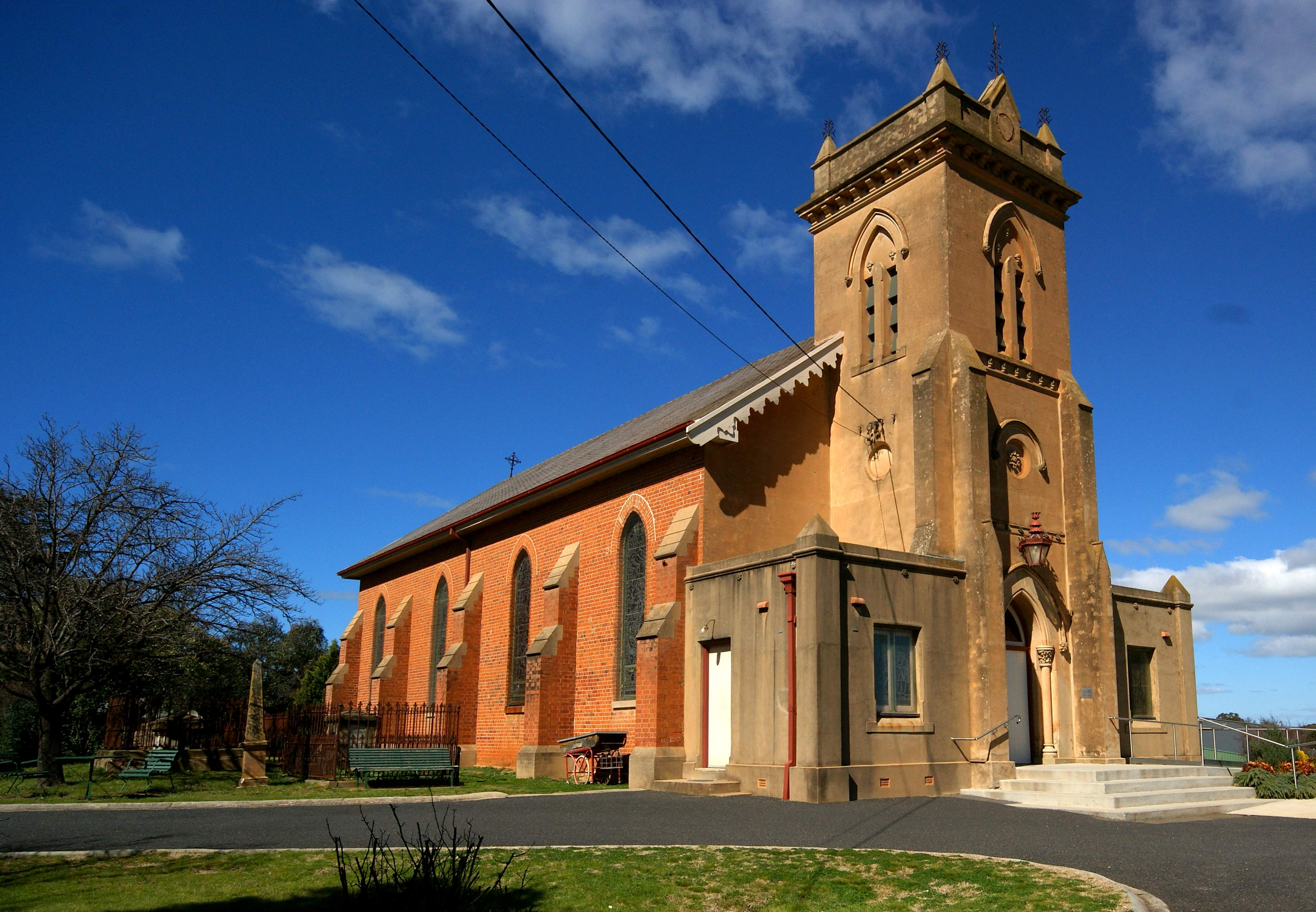
Iglesia de la Santa Trinidad
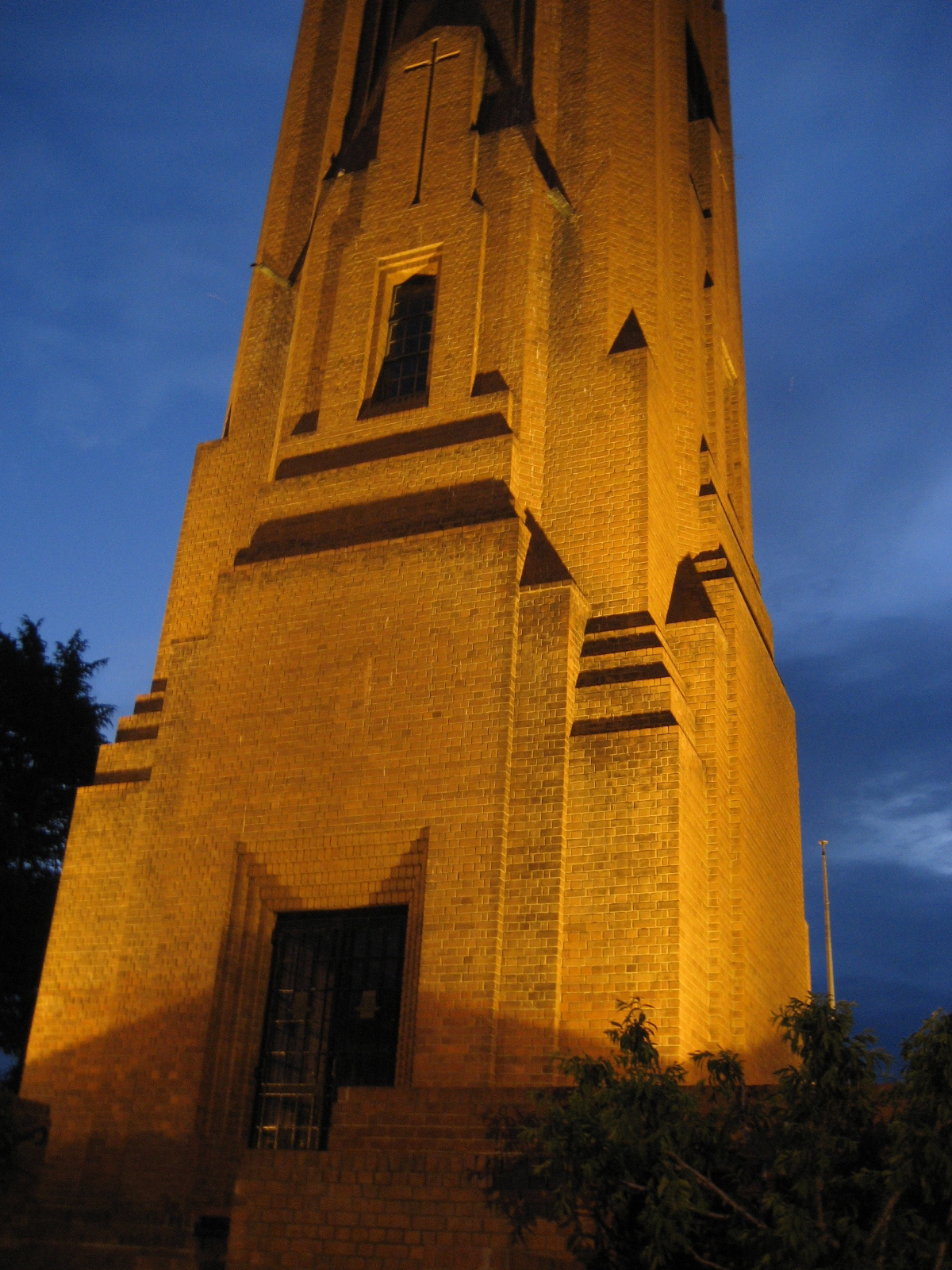
Carillon
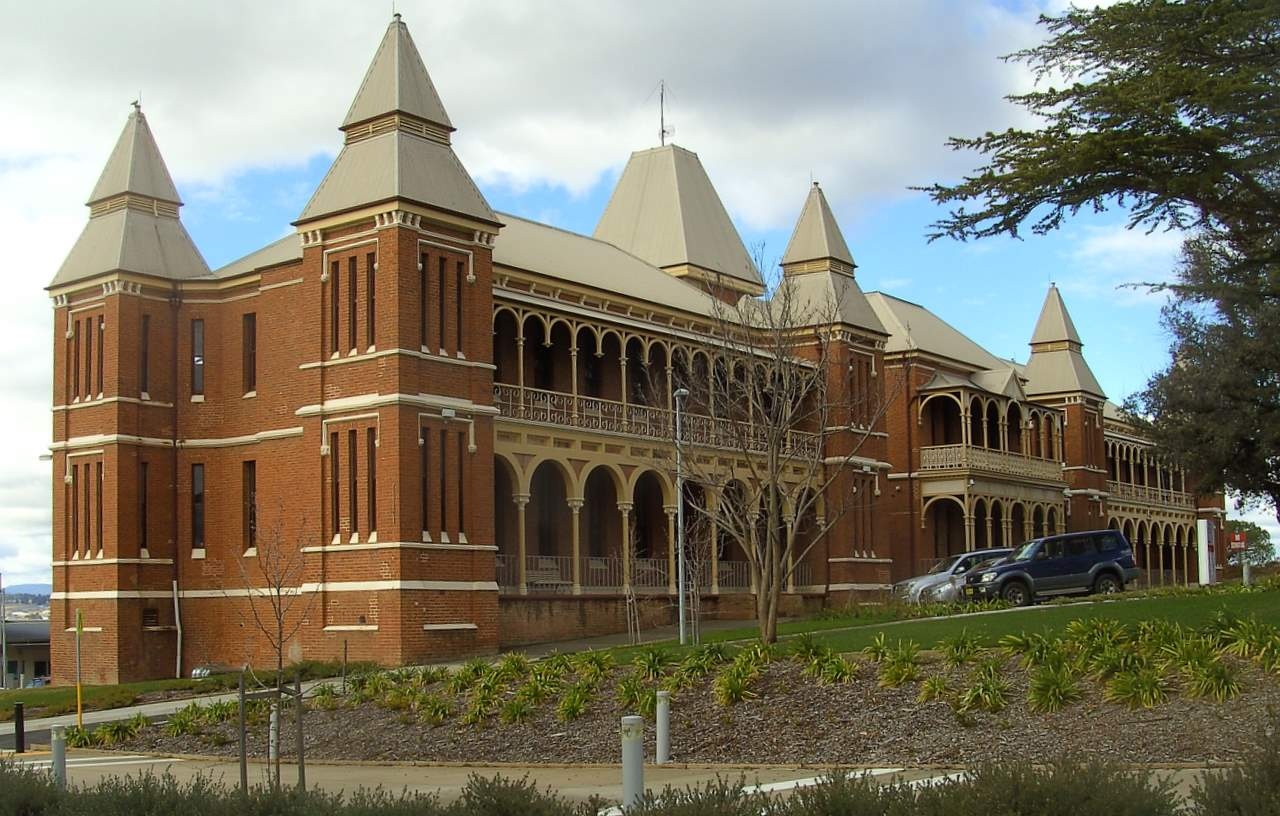
Bathurst Base Hospital (sección antigua)
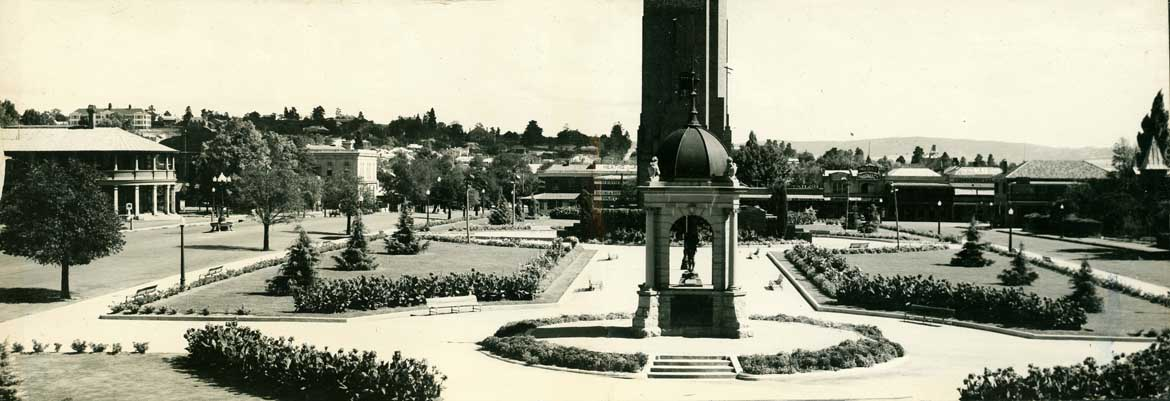
Kings Parade
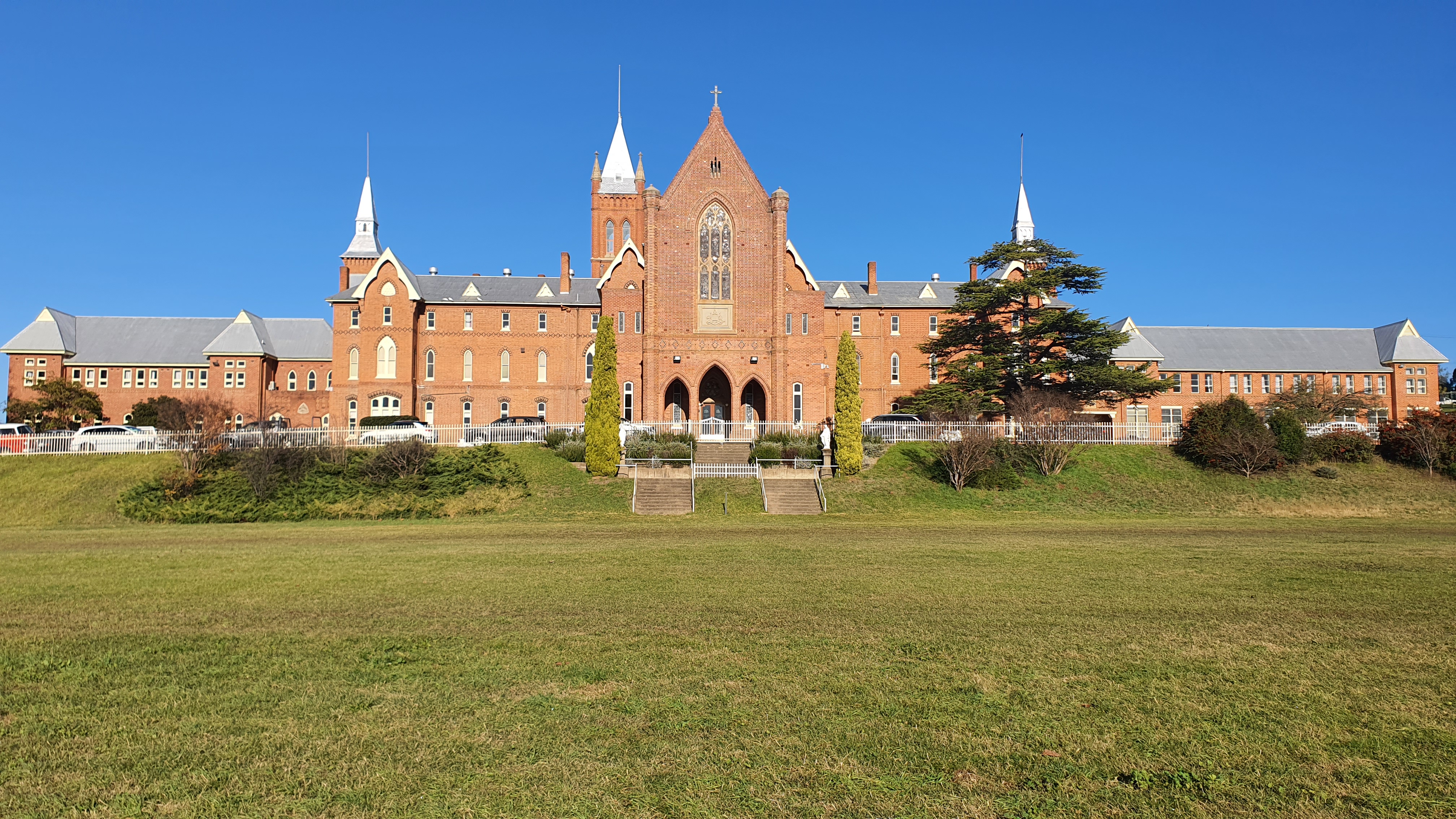
St Stanislaus College
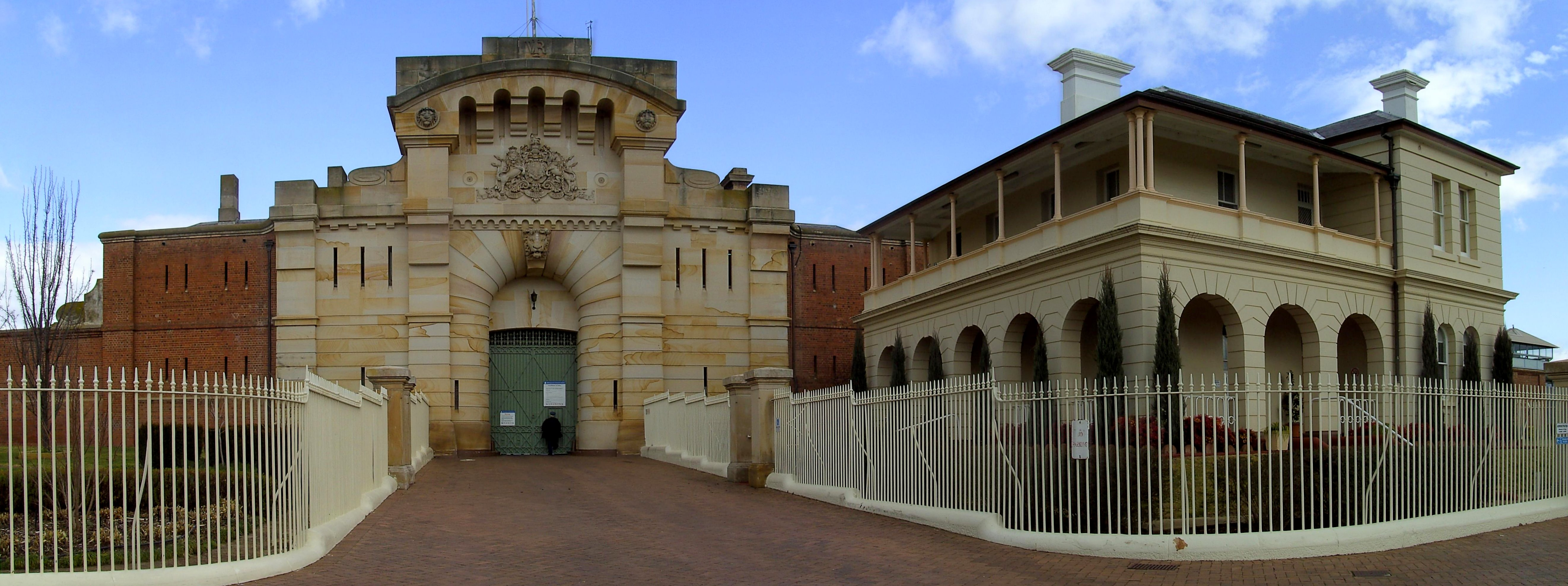
Bathurst Gaol
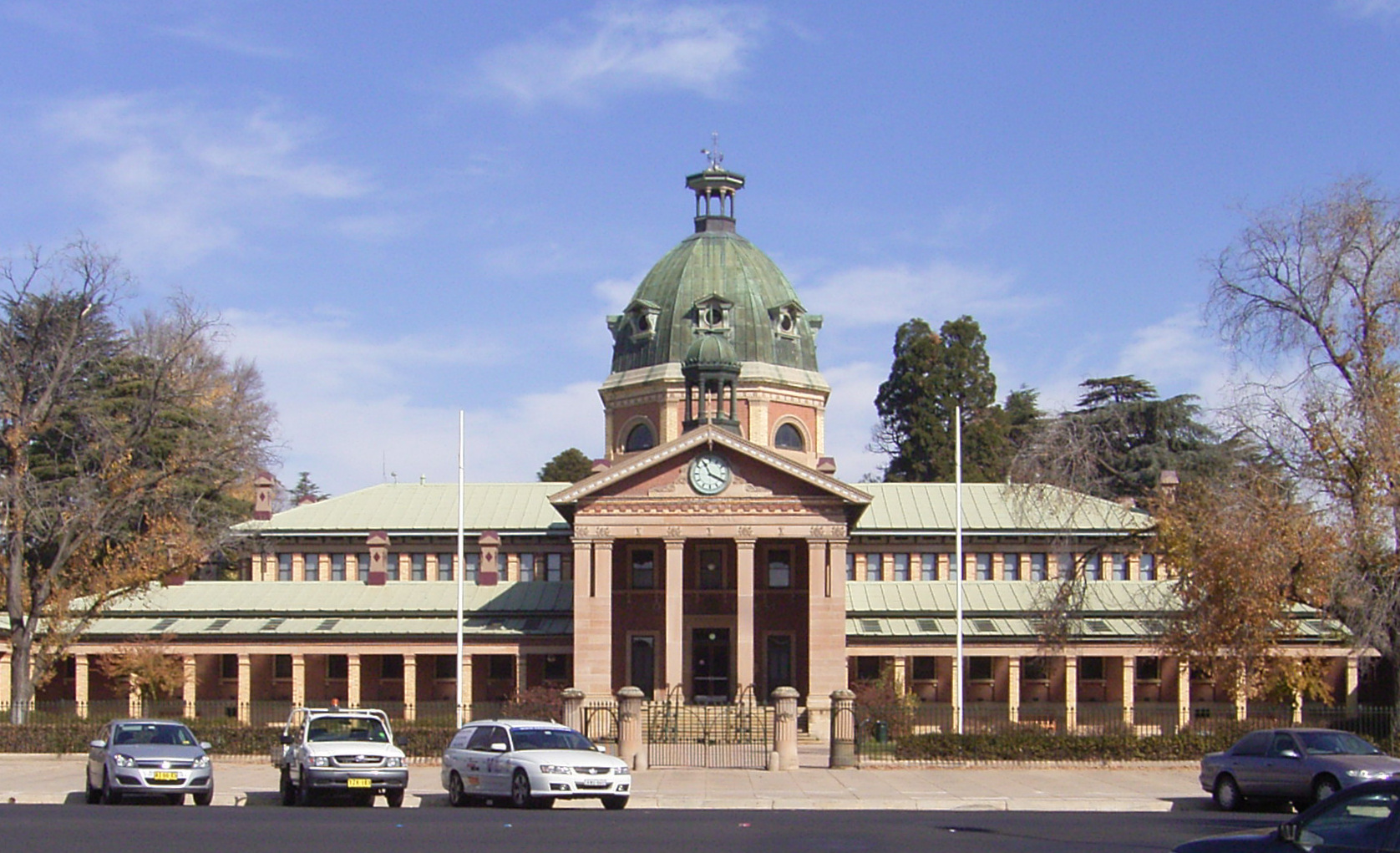
Juzgado de Bathurst
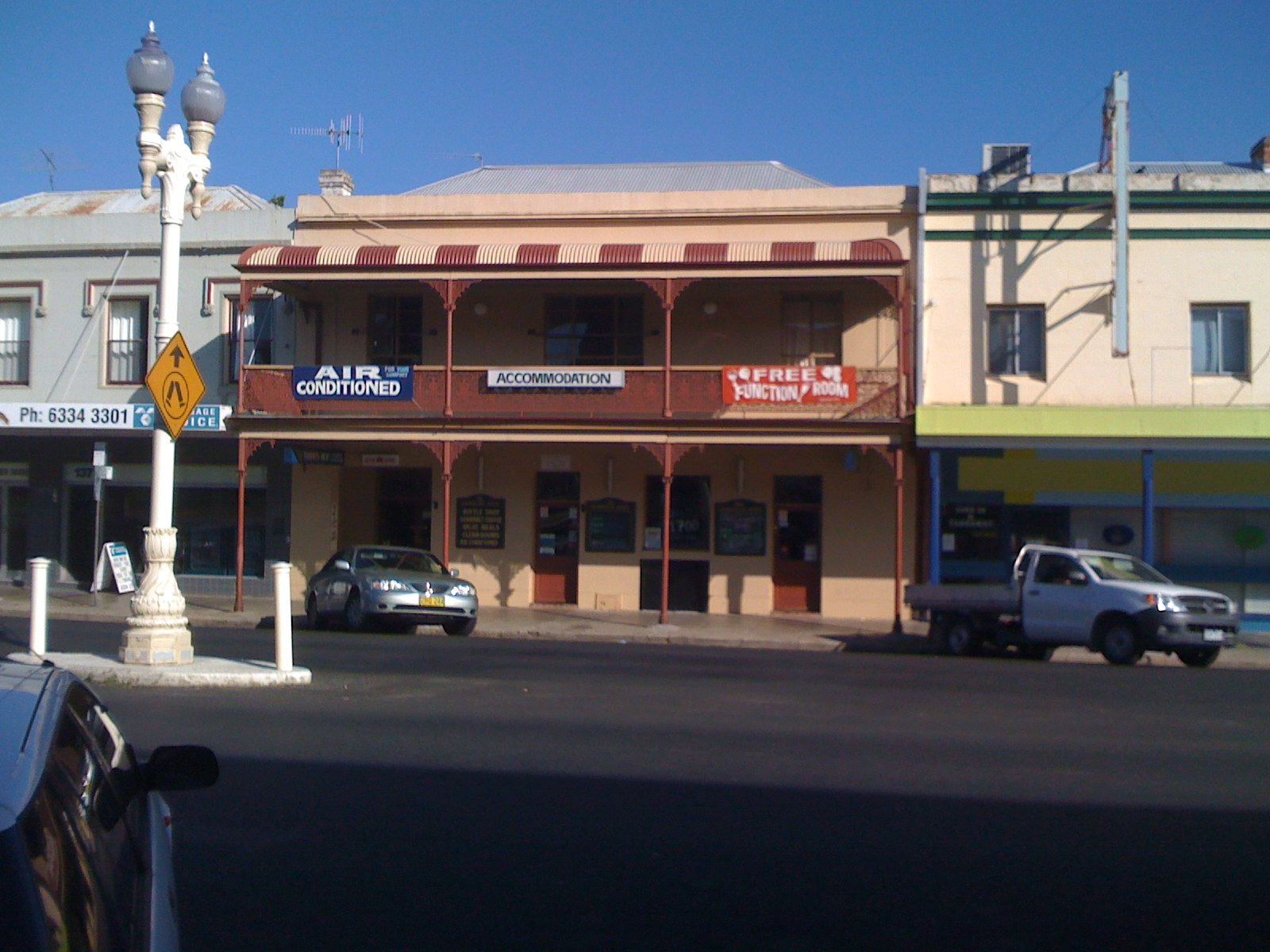
Commercial Hotel
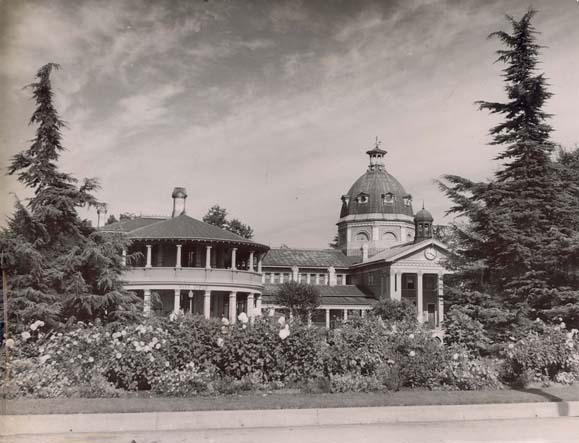
Juzgado y antigua oficina de correos
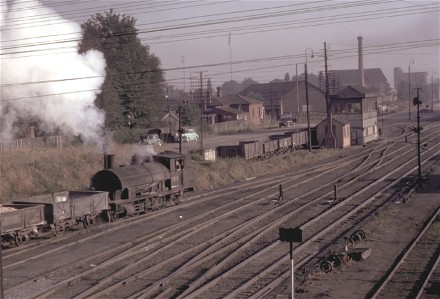
Patio de Maniobras de Bathurst

## Libros
- Bathurst Progress Committee (ed) (1893), Bathurst guide: embracing particulars descriptive of the rise and progress of the city and its public institutions including illustrations of the principal buildings, parks and scenery of the district, John Sands.
- Salisbury, T; Gresser, P J (1971), Windradyne of the Wiradjuri; martial law at Bathurst in 1824, Wentworth Books, ISBN 0-85587-017-6.
- Greaves, Bernard (ed) (1976), The story of Bathurst (3rd edición), Angus & Robertson, ISBN 0-207-13363-8.
- Barker, Theo (1992), A history of Bathurst: The early settlement to 1862, Crawford House Press, ISBN 1-86333-056-9.
- Raxworthy, Dorothy Sampson (1993), The making of a settlement: Bathurst Kelso NSW, 1813–1833, D.S. Raxworthy, ISBN 0-646-13920-7.
- Barker, Theo (1998), A history of Bathurst: From settlement to city 1862–1914, Crawford House Press in association with Bathurst City Council, ISBN 1-86333-058-5.
- Scaysbrook, Jim (2003), Bikes & Bathurst: a history of racing at Bathurst since 1931, Independent Observations, ISBN 0-9581758-0-2.